# Győr műemlékeinek listája

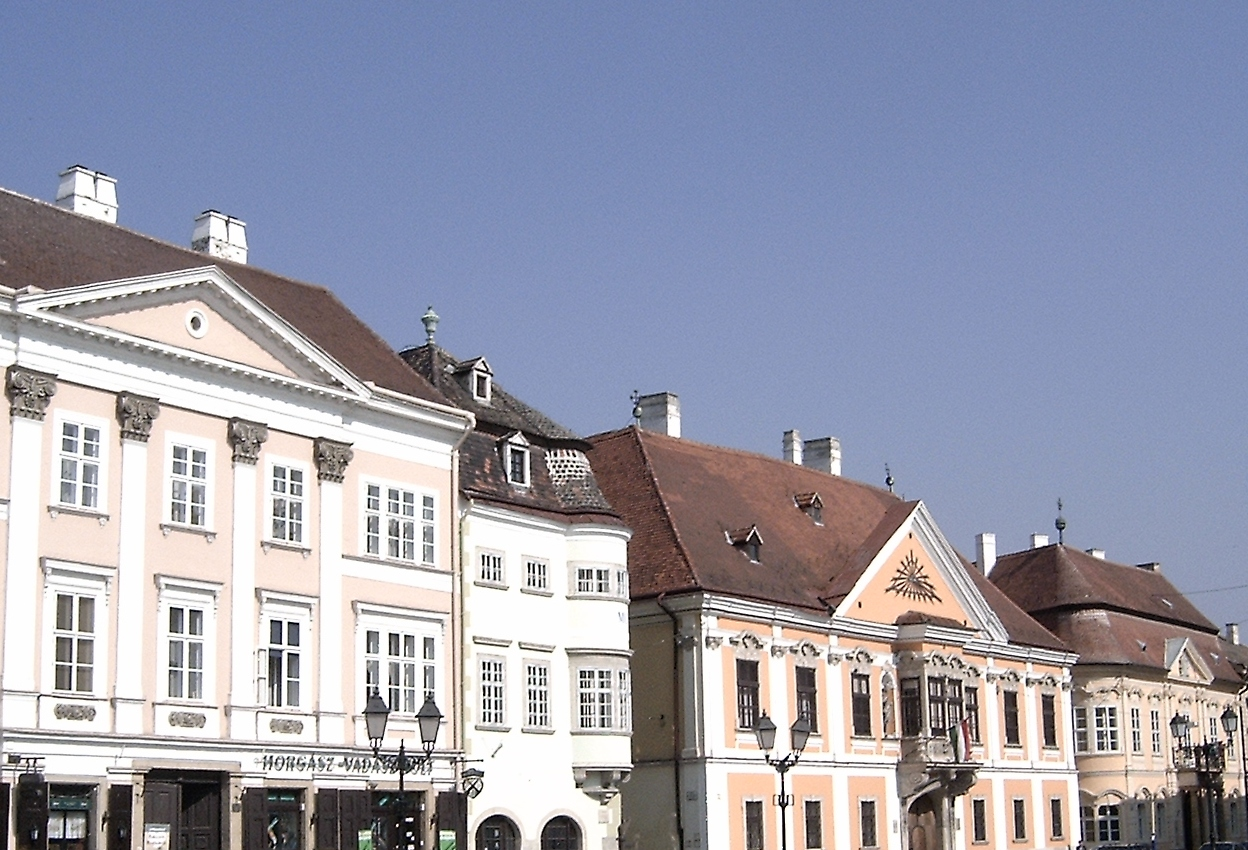
A Széchenyi tér északi oldalának barokk palotái

Győr Magyarország műemlékekben harmadik leggazdagabb városa, Budapest és Sopron után. A város műemlékeinek listáját a Kulturális Örökségvédelmi Minisztérium honlapja alapján közöljük.

## ABelvárosműemlékei

### Káptalandomb
- Apor Vilmos tér: Római katolikus püspöki székesegyház vagy Bazilika
- Apor Vilmos tér 1-2.: Egykori Püspöki Jószágkormányzóság gótikus eredetű barokk épülete (ma Borsos Miklós Múzeum otthona)
- Apor Vilmos tér: rokokó Szent Mihály-szobor (1764–66)
- Káptalandomb 1.: Püspökvár épületegyüttese
- Káptalandomb 2-4.: klasszicista lakóház, 1820 körül épült
- Káptalandomb 5-5a.: 18. századi barokk lakóház
- Káptalandomb 9.: 18. századi barokk lakóház, belsejében 14. századi torony
- Káptalandomb 11.: 16. századi eredetű, mai alakjában 19. századi klasszicista épület
- Káptalandomb 13.: Őrkanonoki-ház, 17. századi (18. és 19. században átalakított) barokk lakóház, homlokzatán 1695-ből Szűz Mária-szobor
- Káptalandomb 15.: Nagypréposti-palota: barokk lakóház 1655-ből, homlokzata a 18. században nyerte el mai copf stílusát
- Káptalandomb 20-22.: 16. századi eredetű, mai formájában 17-18. századi barokk lakóház
- Káptalandomb 24.: 19. század második feléből származó romantikus épület
- Káptalandomb 26.: Régi Papnevelde 18. századi barokk épülete, ma Római Katolikus Egyházmegyei Kincstár, Könyvtár és Kőtár
- Káptalandomb 28.: 18. századi barokk épület
- Gutenberg tér: Frigyláda, barokk szobor 1731-ből

### Apáca utca

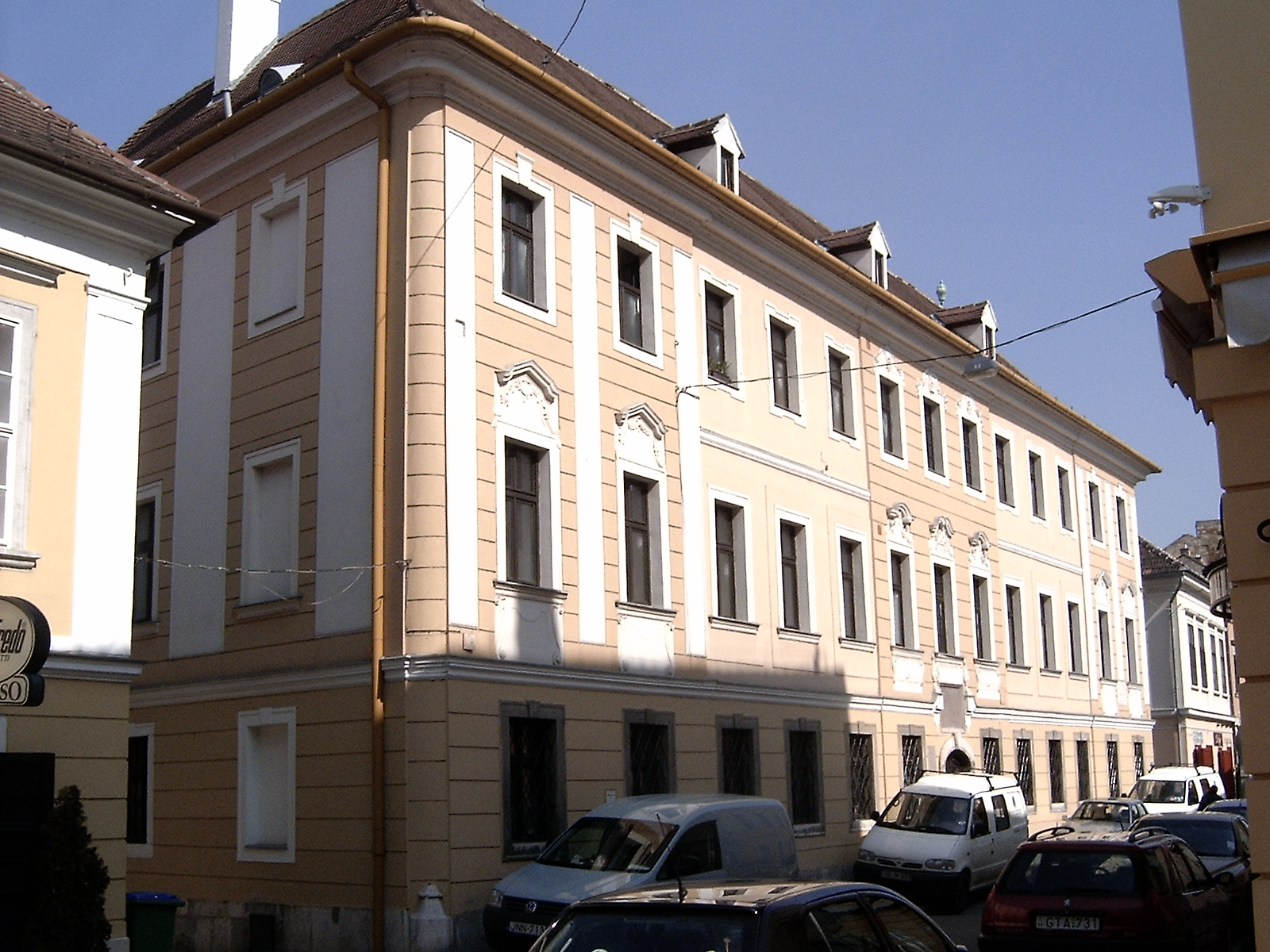
A káptalani zenészek háza

- Apáca utca 1.: Kreszta-ház, középkori eredetű klasszicista épület 1820 körül épült, ma Kovács Margit Gyűjtemény otthona
- Apáca utca 3.: 1700 körül épült barokk sarokerkélyes lakóház
- Apáca utca 4.: 19. század első feléből származó klasszicista lakóház
- Apáca utca 5.: Káptalani zenészek háza, copf stílusú, 1775-ben épült
- Apáca utca 9.: Fejérváry-ház, késő reneszánsz épület 1657-ből, részben kora barokk stílusban átalakítva 1771-ben
- Apáca utca 13.: késő reneszánsz lakóház a 17. századból, a 19. században részben eklektikus stílusban átalakítva
- Apáca utca 15.: 17-18. századi barokk lakóház, második emelete a 19. századból származik
- Apáca utca 16-18.: barokk lakóház a 18. századból
- Apáca utca 19.: barokk lakóház a 18. század végéről

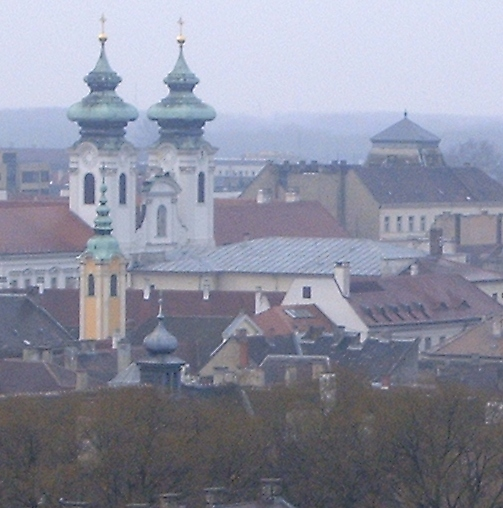
Az orsolyita és a bencés templom, valamint a Magyar Ispita tornyai

- Apáca utca 20.: 18. századi barokk lakóház
- Apáca utca 22.: 1807-ben épült klasszicista lakóház
- Apáca utca 24.: 18. századi eredetű lakóház
- Apáca utca 32.: 1700 körül épült copf lakóház
- Apáca utca 35.: copf lakóház, 1700 körül
- Apáca utca 36.: romantikus lakóház a 19. század második feléből
- Apáca utca 37.: barokk lakóház a 18. század második feléből
- Apáca utca 41-45.: Orsolyita templom, barokk, épült 1762-ben
- Apáca utca 41-45.: Orsolyita kolostor, barokk, 1725 körül épült
- Apáca utca 46.: középkori eredetű, mai formájában 17. századi barokk épület

### Vörösmarty utca
- Vörösmarty Mihály utca 15.: 1860 körül épült romantikus lakóház
- Vörösmarty Mihály utca 6-8.: Német Ispita barokk épülete (épült: 1745–65)
- Vörösmarty Mihály utca 6-8.: Német Ispita 18. századi barokk temploma

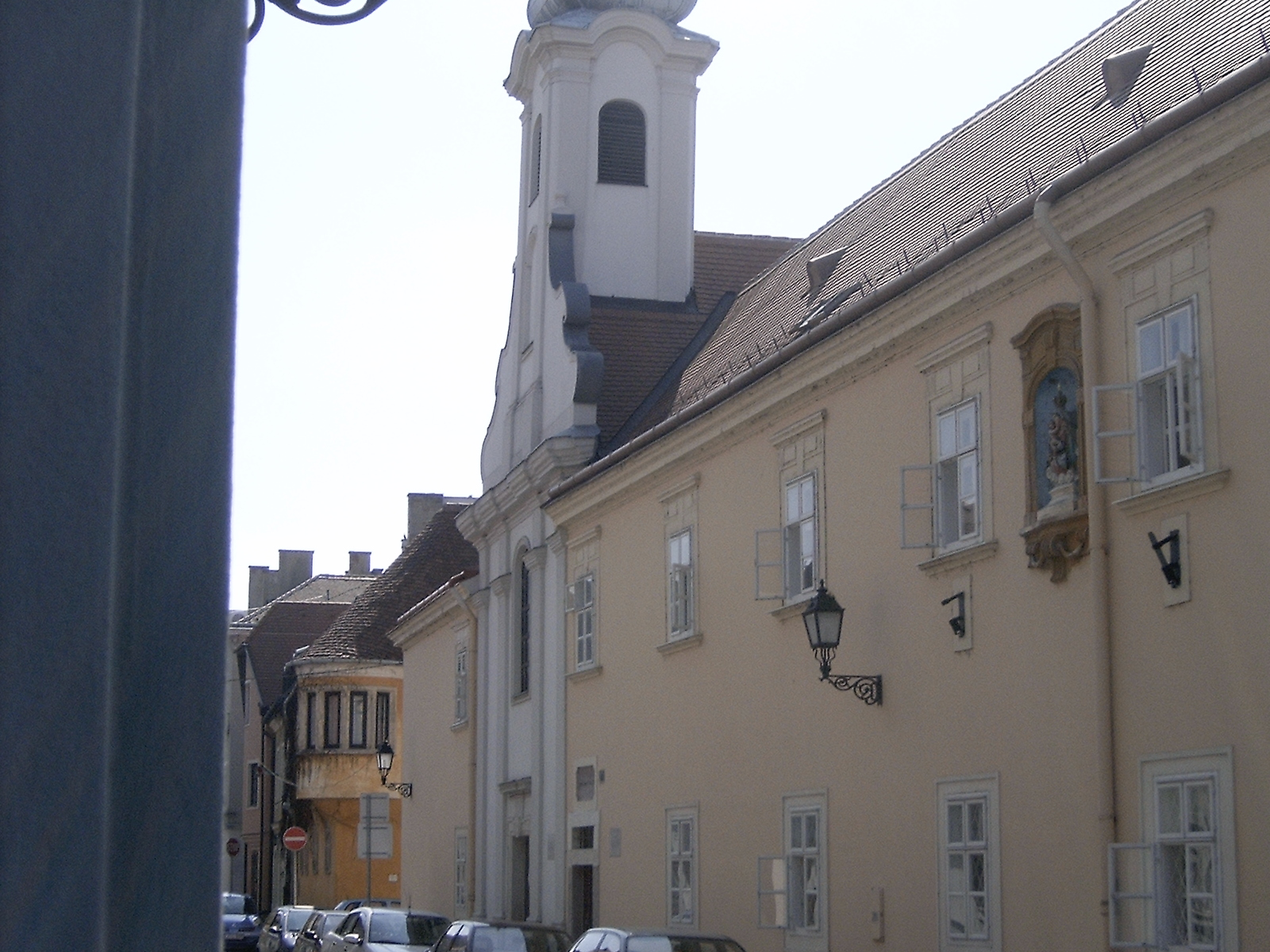
A Német Ispita

- Vörösmarty Mihály utca 16.: 1860 körül épült romantikus lakóház

### Rákóczi utca
- Rákóczi utca 1.: Régi városháza, 16. századi eredetű barokk épület, mai formáját 1753–74 közt nyerte, ma Győr Megyei Jogú Város Levéltára
- Rákóczi utca 2.: Patikaház, Frumann Antal által tervezett klasszicista kétemeletes épület, 1850-ben épült
- Rákóczi utca 3.: 1880 körül épült sarokerkélyes eklektikus lakóház
- Rákóczi utca 4.: 18. századi eredetű épület, a 19. század első felében klasszicista, majd 1880 körül átalakítva eklektikus stílusban
- Rákóczi utca 5.: 18. századi eredetű eklektikus lakóház
- Rákóczi utca 6.: Magyar Ispita temploma, középkori eredetű, barokk stílusban 1730–35 közt feltehetően Witwer tervei alapján épült
- Rákóczi utca 6: Magyar Ispita, középkori eredetű késő reneszánsz épület 1666-ből, részben barokk stílusban átalakították 1720 körül, homlokzatán barokk szobrok, ma a Váczy Péter Gyűjtemény található az épületben

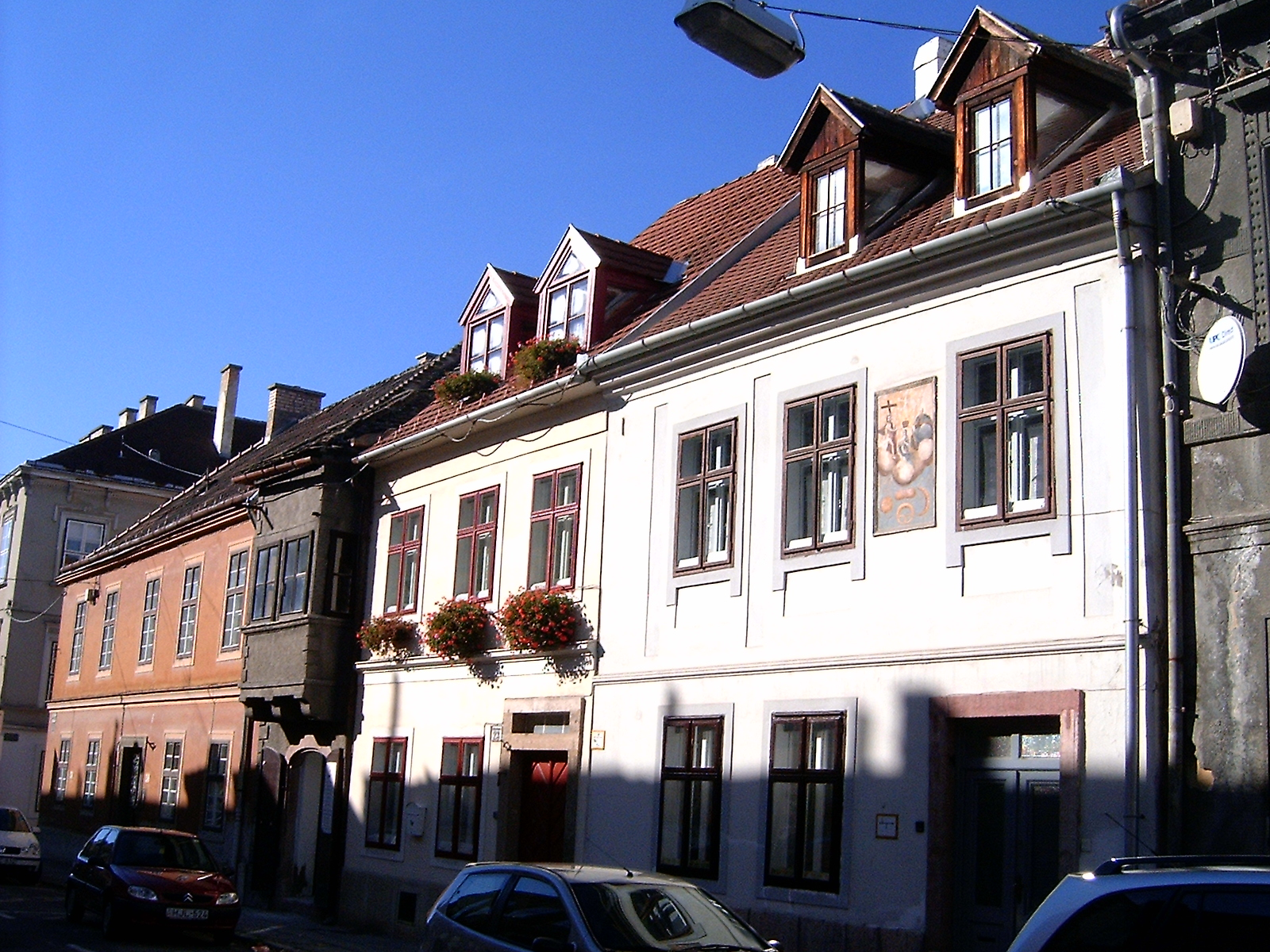
Rákóczi utcai műemlék lakóházak

- Rákóczi utca 7.: késő barokk lakóház, épült 1800 körül
- Rákóczi utca 9.: klasszicista lakóház a 19. század első feléből
- Rákóczi utca 10.: 18. századi barokk lakóház, átalakítva klasszicista majd eklektikus stílusban
- Rákóczi utca 12.: barokk lakóház, épült a 18. században
- Rákóczi utca 13.: 18. századi késő barokk lakóház
- Rákóczi utca 14.: késő romantikus lakóház a 19. század második feléből
- Rákóczi utca 15-17.: 1860 körül épült klasszicista eredetű romantikus lakóház
- Rákóczi utca 16.: kora eklektikus lakóház a 19. század második feléből

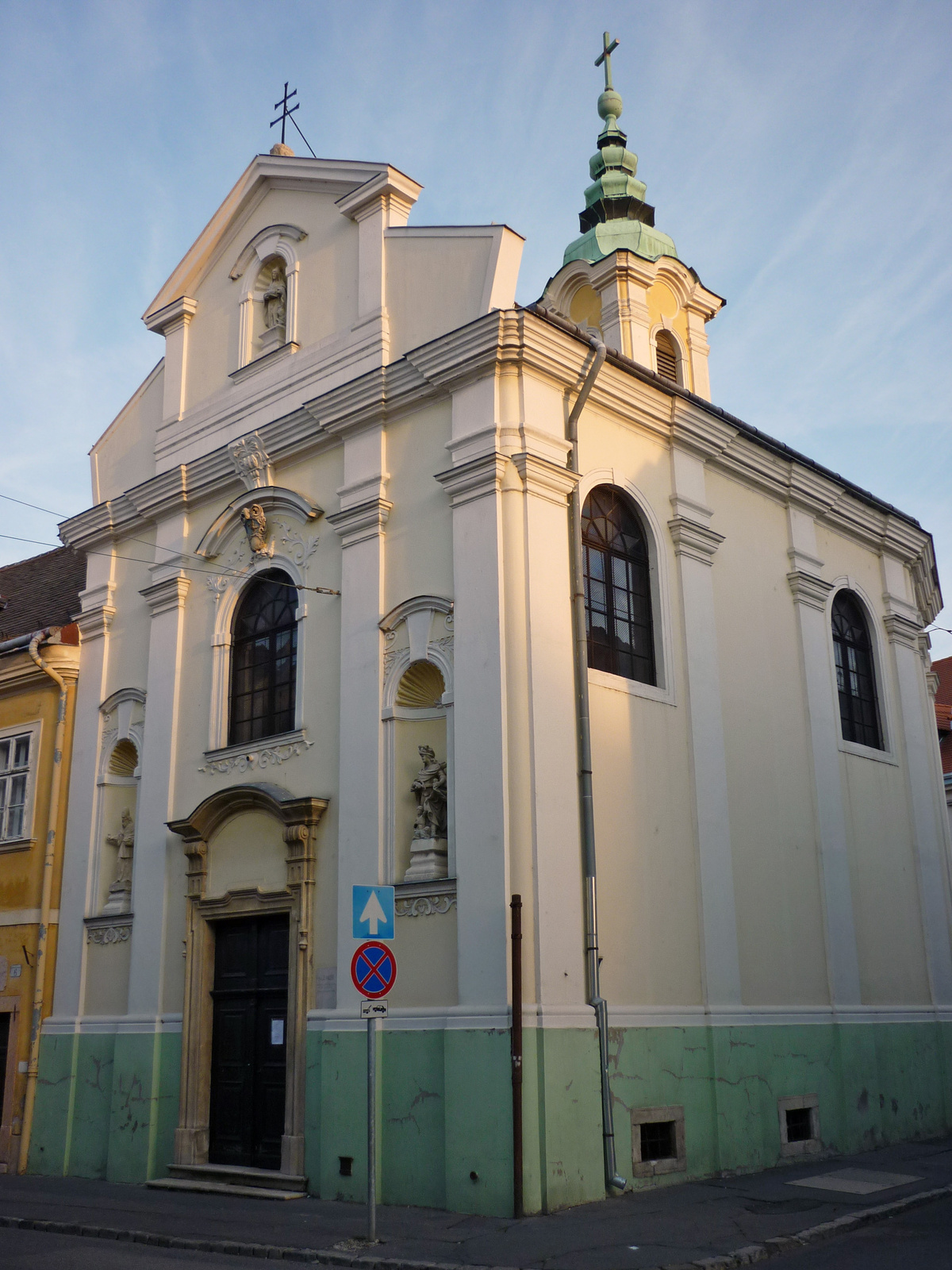
A Magyar Ispita temploma

- Rákóczi utca 19.: késő barokk lakóház, a 18. század végén épült
- Rákóczi utca 21.: barokk lakóház (Győr legkeskenyebb telkén álló egy szoba szélességű épülete), épült 1700 körül
- Rákóczi utca 23.: késő barokk lakóház, épült a 18. század végén
- Rákóczi utca 25.: Pék-ház, késő klasszicista épület a 18. század közepéből
- Rákóczi utca 30.: 1840 körül épült klasszicista lakóház
- Rákóczi utca 31.: romantikus lakóház, épült a 19. század második felében
- Rákóczi utca 33.: klasszicista lakóház, 1880 körül épült
- Rákóczi utca 37.: késő klasszicista lakóház 1831-ből

### Széchenyi tér

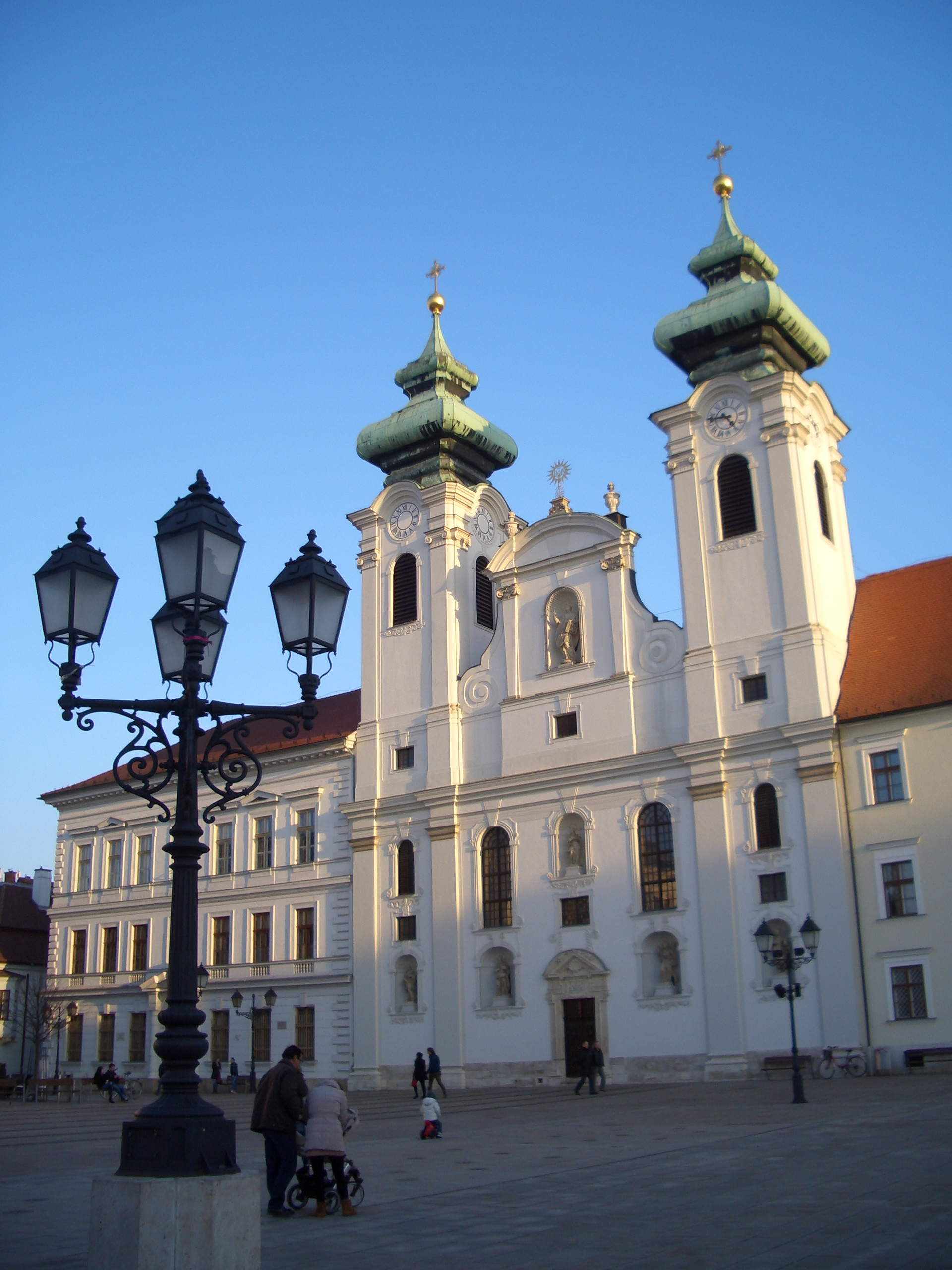
A bencés templom és a megújult Széchenyi tér

- Széchenyi tér 1.: Király-ház, 17. századi barokk épület, 1750 körül átalakítva
- Széchenyi tér 2.: 17. századi barokk, mára átalakított lakóház
- Széchenyi tér 3.: 18. századi eredetű, mai formájában Fruman Antal tervei szerint 1840-ben épült klasszicista stílusban
- Széchenyi tér 4.: Vastuskós-ház, 17. századi kora barokk épület sarkán zárterkéllyel, ma a Patkó Imre Gyűjtemény található itt
- Széchenyi tér 5.: Apátúr-ház, az érett barokk polgári építészet legszebb győri emléke, 17. századi eredetű, mai formájában 18. századi épület, a Xántus János Múzeum otthona
- Széchenyi tér: Mária oszlop, 1686-ban emelték barokk stílusban
- Széchenyi tér 8.: Bencés gimnázium, mai formájában eklektikus stílusban épült 1888-ban
- Széchenyi tér 9.: Loyolai Szent Ignác bencés templom, kéttornyú kora barokk templom, 1634–41 között épült
- Széchenyi tér 9.: Bencés rendház, 1651–67 közt épült kora barokk épület, a rendház Czuczor Gergely utcai sarkán lévő egykori jezsuita gyógyszertár (ma Széchényi Múzeumpatika) 1660 körüli, kora barokk stílusú stukkódíszekkel és két figurális díszítésű szekrénnyel
- Széchenyi tér 11.: 1820 körül épült klasszicista lakóház
- Széchenyi tér 12.: 1790 körül épült copf stílusú épület két sarokerkéllyel

### Liszt Ferenc utca
- Liszt Ferenc utca 1.: Curia Nobilitaris, egyemeletes 1565-ben épült késő reneszánsz lakóház, sarkán zárterkéllyel, a 18. században barokk stílusban átalakították
- Liszt Ferenc utca 2.: 18. századi sarokerkélyes barokk épület

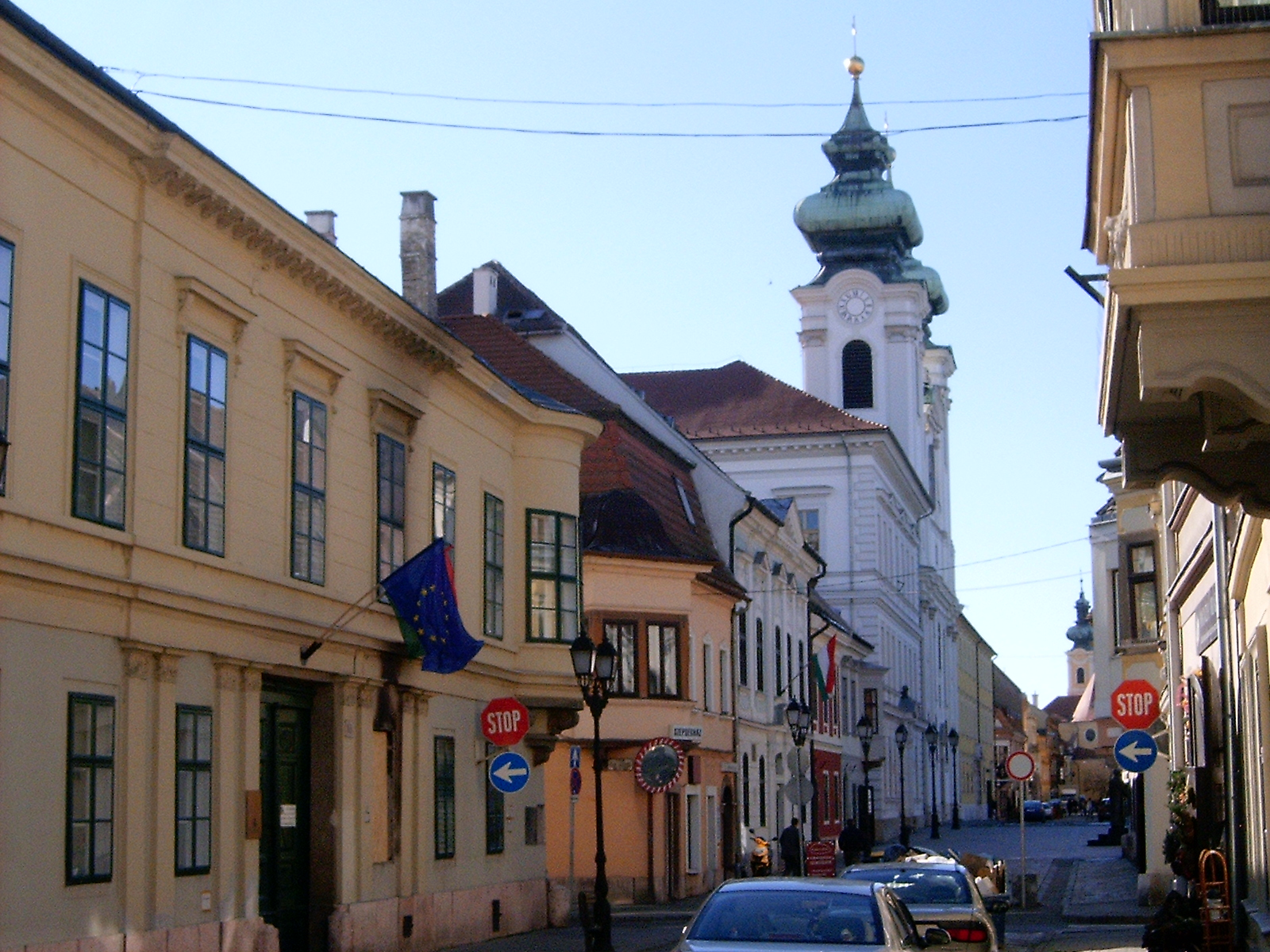
Liszt Ferenc utcai részlet

- Liszt Ferenc utca 4.: klasszicista lakóház a 19. század első feléből
- Liszt Ferenc utca 6.: Nemesi konviktus, 16-17. századi eredetű barokk épület, mai copf homlokzatát 1780 körül nyerte, ma Zeneiskola
- Liszt Ferenc utca 7.: barokk lakóház, 1750 körül épült
- Liszt Ferenc utca 9.: eklektikus lakóház a 19. század második feléből
- Liszt Ferenc utca 10.: 17. századi eredetű, mai formájában klasszicista lakóház
- Liszt Ferenc utca 11.: barokk lakóház a 18. századból
- Liszt Ferenc utca 13.: Régi Vármegyeház, kétemeletes, nagy kiterjedésű épület, árkádos belső udvarral, háromrizalitos, középrizlaitján félköríves kapu, fölötte kőgyámos erkély. Ferences rendháznak épült a 17. században. Átépítve 1763 után, majd a 19. század első felében

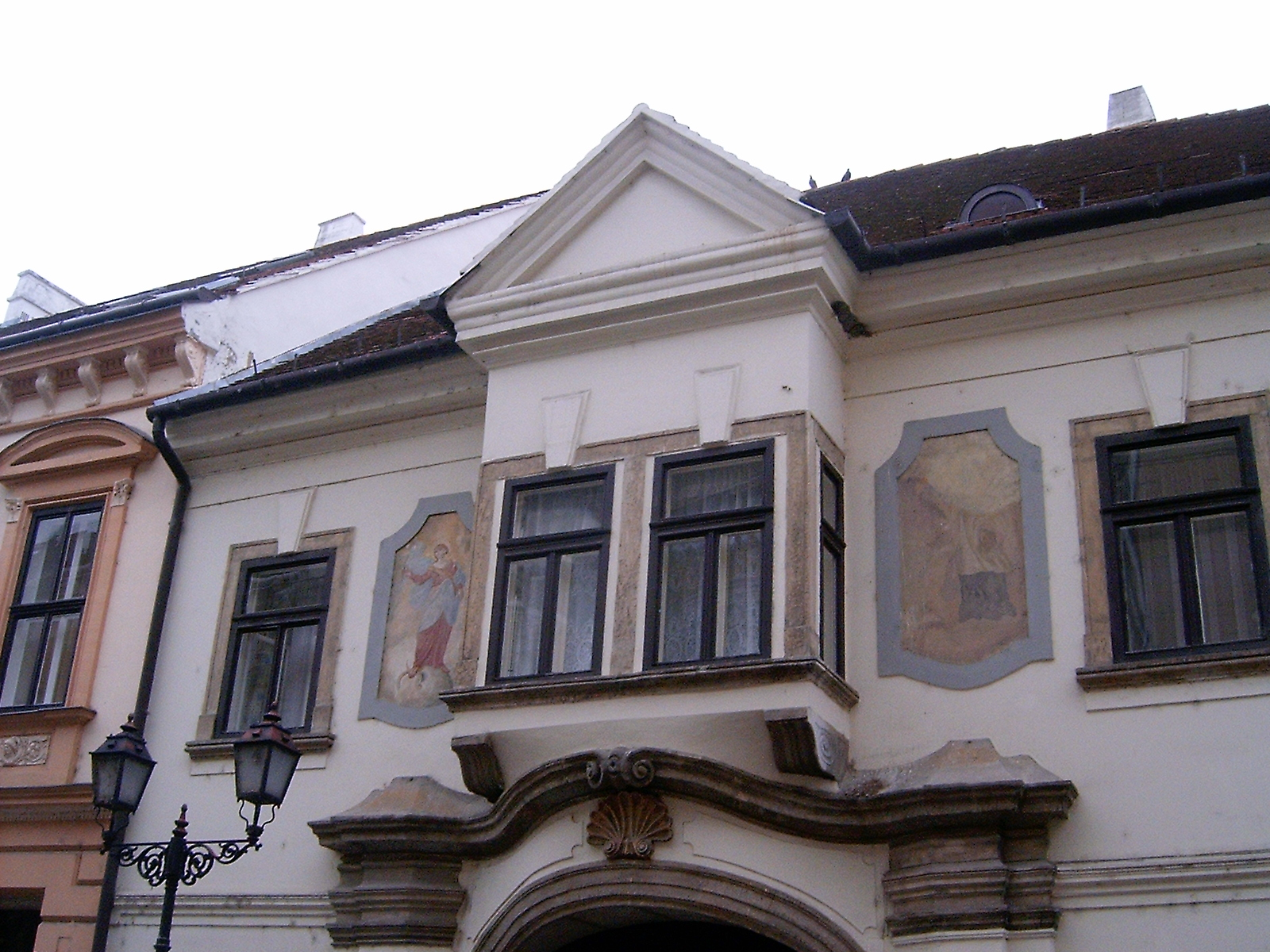
A Liszt Ferenc utca 22. barokk zárterkélye

- Liszt Ferenc utca 16.: lakóház, helyén barokk házak álltak, a 19. század elején klasszicista stílusban átépítik, végleges formáját a 19. század végén nyeri el.
- Liszt Ferenc utca 17.: Egykori Jogakadémia, 1860 körül romantikus stílusban épült
- Liszt Ferenc utca 18.: lakóház, helyén több barokk épület állt, amelyeket a 19. század elején egységes klasszicista stílusban építettek össze, végleges formáját a 19. század végén nyerte el historizáló neobarokk stílusban
- Liszt Ferenc utca 19.: barokk lakóház a 18. század második feléből
- Liszt Ferenc utca 20.: Zichy-palota, barokk 1706–20 körül épült, ma Házasságkötő Terem
- Liszt Ferenc utca 22.: 17. századi eredetű barokk lakóház, kapukeretre helyezett konzolos zárterkélye figyelemre méltó, a kapu falpillérei fölött freskók láthatók
- Liszt Ferenc utca 26.: késő klasszicista lakóház a 19. század második feléből
- Liszt Ferenc utca 28.: barokk lakóház a 17-18. századból

### Kazinczy utca

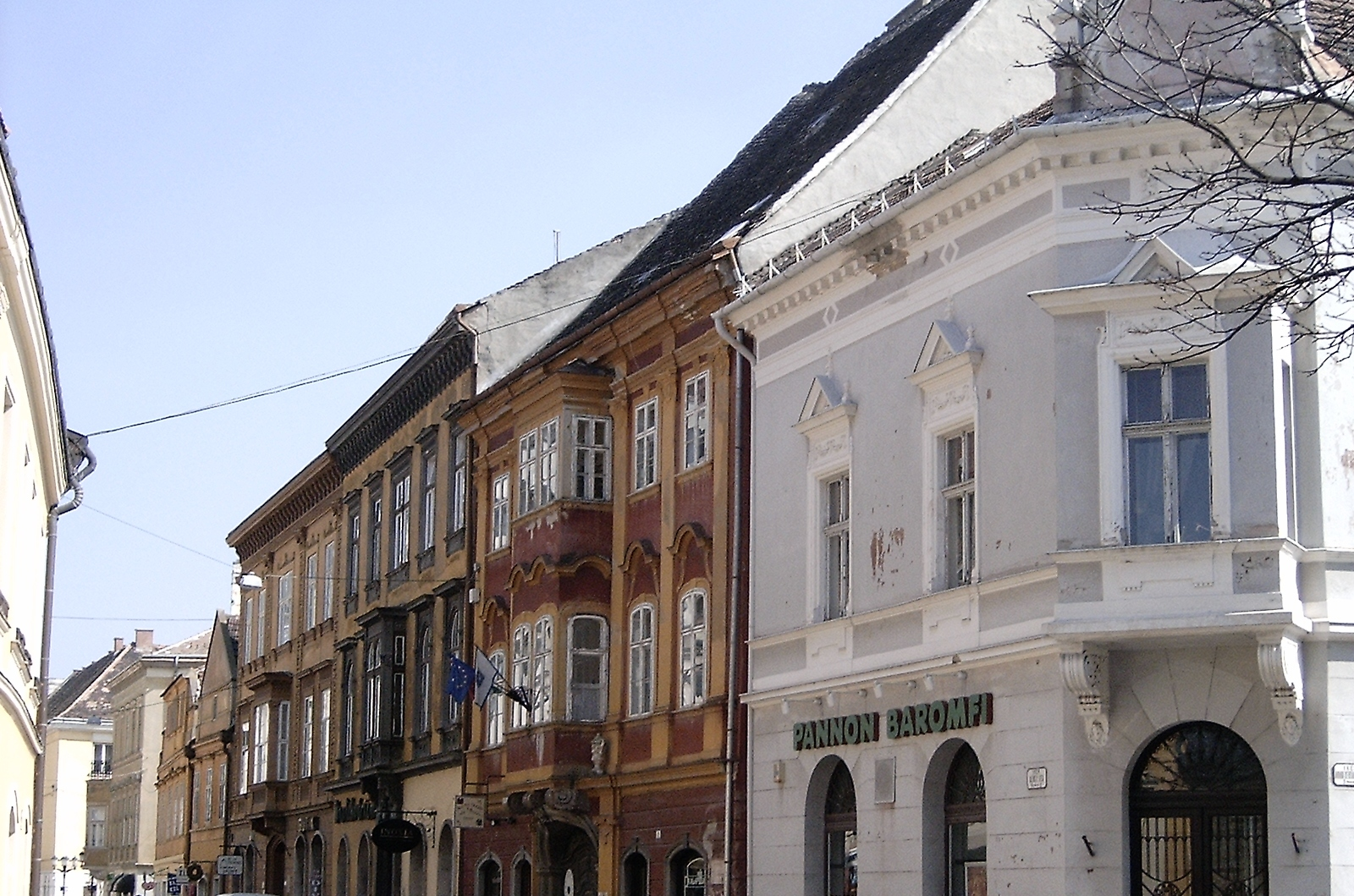
Műemlék házsor a Kazinczy utcában

- Kazinczy utca 1.: 18. századi eredetű, mai formájában eklektikus lakóház
- Kazinczy utca 3.: 19. századi klasszicista lakóház
- Kazinczy utca 4.: 17. századi eredetű barokk lakóház
- Kazinczy utca 6.: kora romantikus lakóház, 1850 körül épült Frumann Antal tervei alapján
- Kazinczy utca 8.: kora romantikus lakóház, 1850 körül épült Frumann Antal tervei alapján
- Kazinczy utca 10.: Egykori Korona Szálló barokk épülete, homlokzata klasszicista
- Kazinczy utca 14.: romantikus lakóház, 1860 körül épült
- Kazinczy utca 15.: lakóház a 19. század második feléből
- Kazinczy utca 20.: copf lakóház, 1790 körül épült
- Kazinczy utca 21.: Rozália-ház, 18. századi barokk lakóház

### Szabadsajtó utca

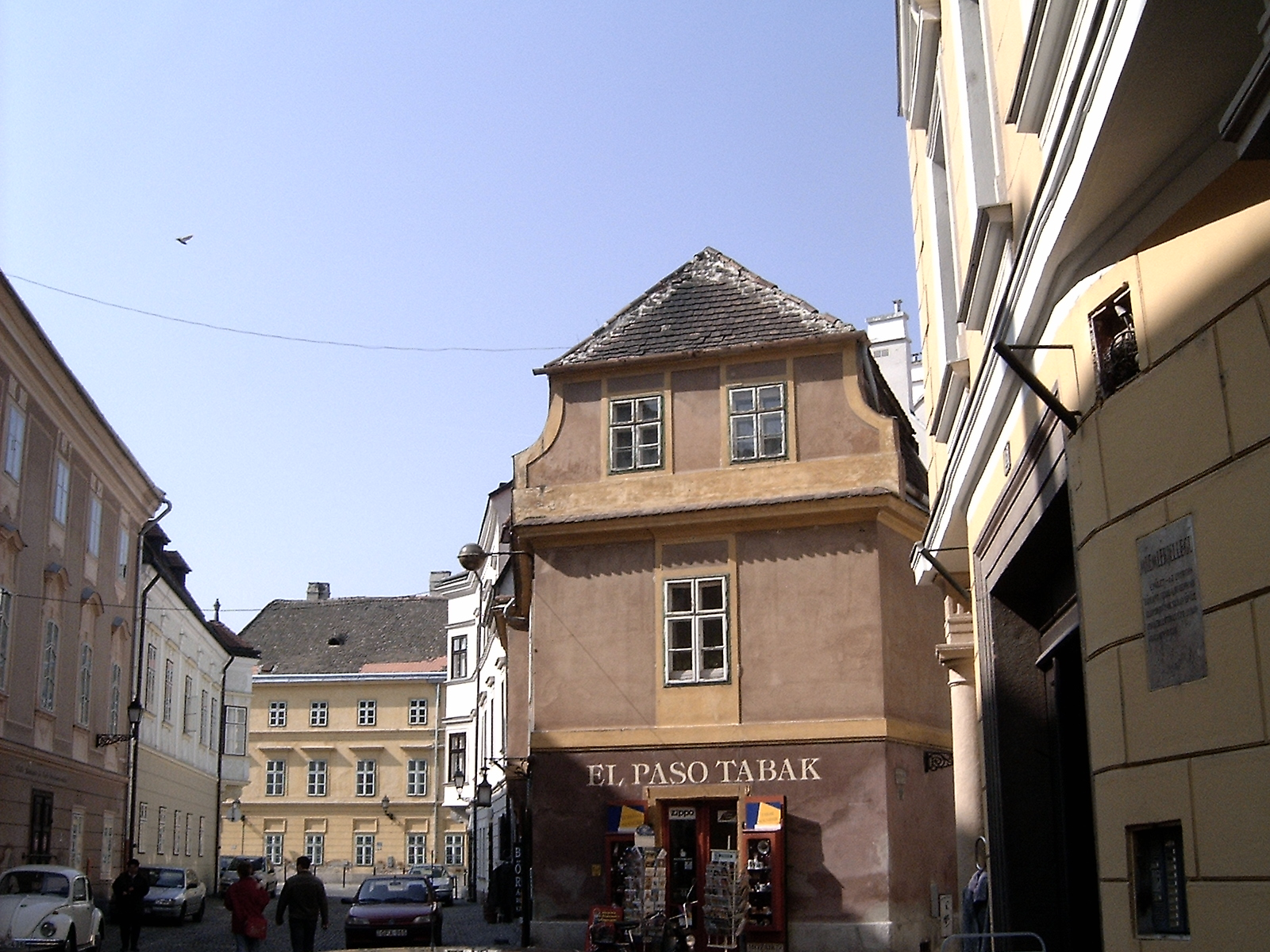
A Probst-ház

- Szabadsajtó utca 4.: 1820 körül épült klasszicista lakóház
- Szabadsajtó utca 10.: Kisfaludy Károly Megyei Könyvtár, késő klasszicista épület
- Szabadsajtó utca 13.: 18. századi barokk lakóház
- Szabadsajtó utca 15.: 18. századi barokk lakóház
- Szabadsajtó utca 16.: 16. századi eredetű barokk lakóház, Amádé László költő szülőháza
- Szabadsajtó utca 17.: klasszicista lakóház, 1826-ban épült

### Király utca
- Király utca 3.: Probst-ház, 16. századi eredetű mai formájában 18. századi barokk lakóház
- Király utca 4.: Napóleon-ház (Városi Művészeti Múzeum), 17-18. századi barokk épület, ma képtár, a házban szállt meg a francia császár 1809. augusztus 31-én.

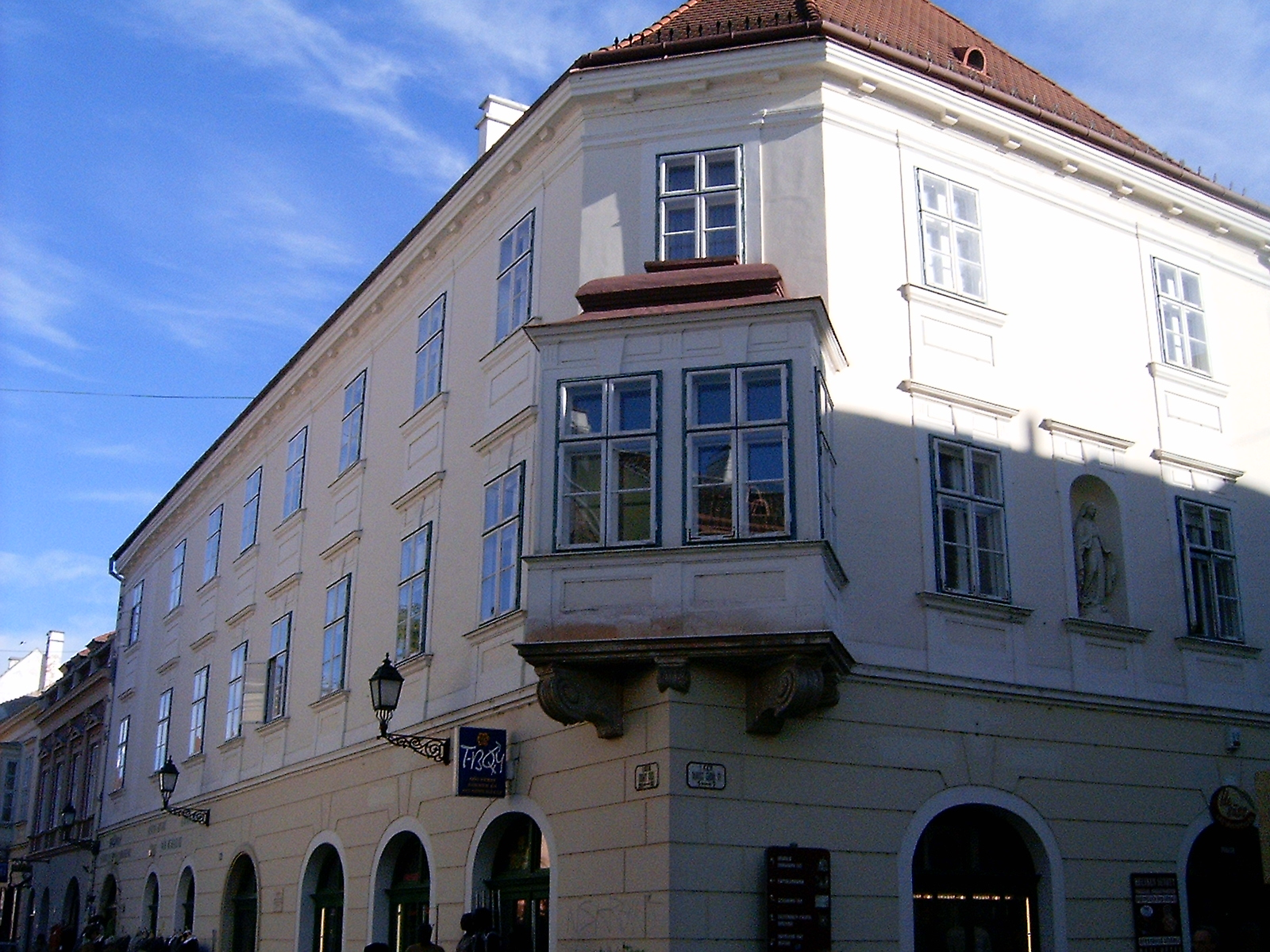
Az egykori Fekete Sas fogadó

- Király utca 5.: Pápai pálosok háza vagy Arany Bárány Szálló, 18. századi barokk, eklektikus homlokzatú lakóház, udvarán középkori várfalrészlet
- Király utca 6.: 18 századi barokk-copf lakóház
- Király utca 7.: 18. századi eredetű klasszicista lakóház, udvarán középkori várfalrészlet
- Király utca 8.: romantikus lakóház, 1860-61-ben épült
- Király utca 9.: 1860 körül épült romantikus lakóház
- Király utca 10.: egykori Fekete Sas Fogadó barokk épülete
- Király utca 11.: klasszicista lakóház a 19. század első feléből
- Király utca 12.: 18. századi barokk, eklektikus homlokzatú lakóház
- Király utca 13.: Drobny-ház, 1730 körül épült barokk stílusban

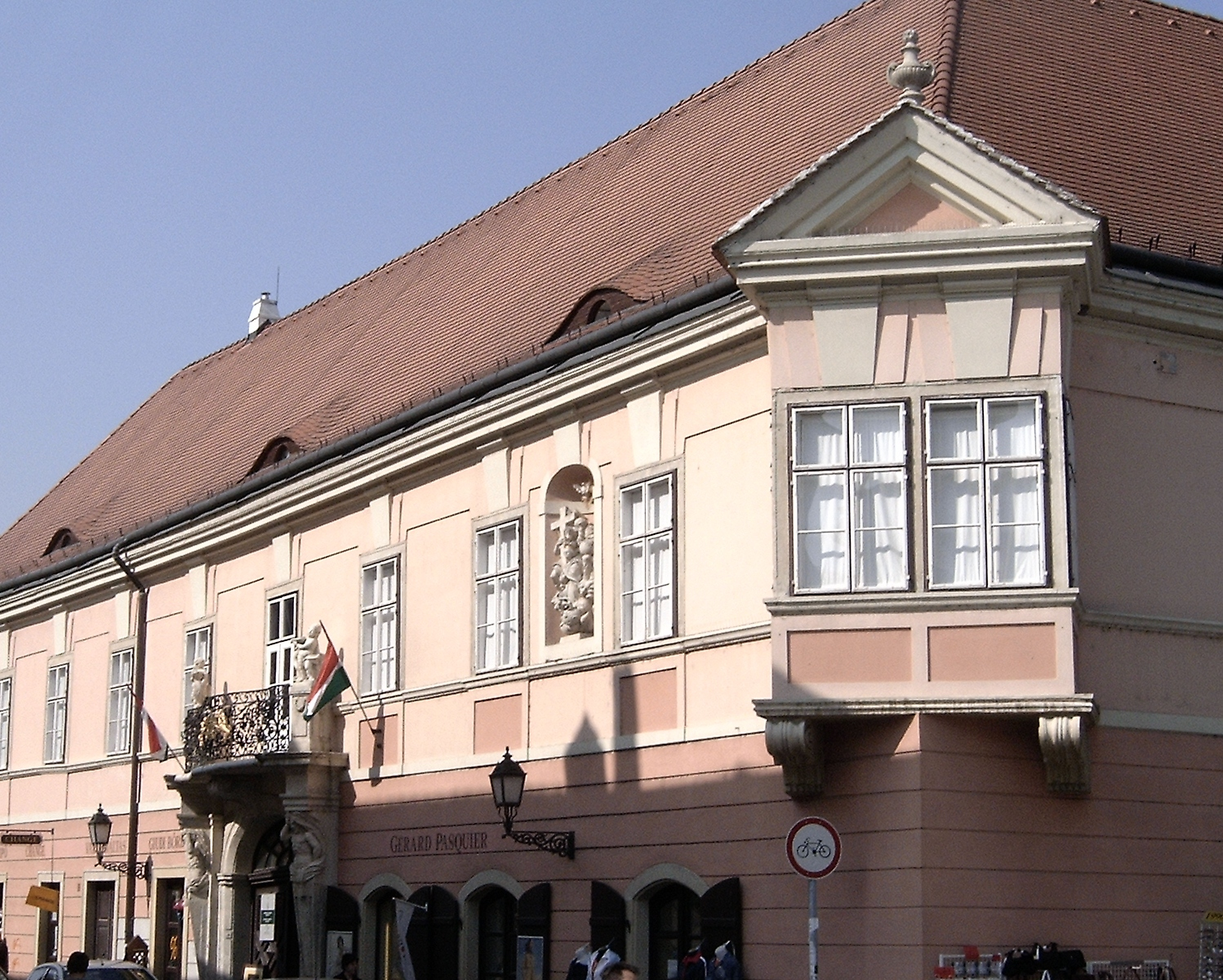
Az Esterházy-palota

- Király utca 14.: 18. századi barokk lakóház eklektikus homlokzattal
- Király utca 15.: 1790 körül épült copf lakóház
- Király utca 16.: eklektikus lakóház a 18. század második feléből
- Király utca 17.: Esterházy-palota, ma Városi Művészeti Múzeum, 17. századi barokk épület
- Király utca 18.: 1860 körül épült romantikus lakóház

### Kisfaludy utca
- Kisfaludy utca 4.: 18. századi eredetű, késő klasszicista lakóház
- Kisfaludy utca 8.: 18. századi barokk lakóház
- Kisfaludy utca 11.: romantikus lakóház, a 19. század második felében épült

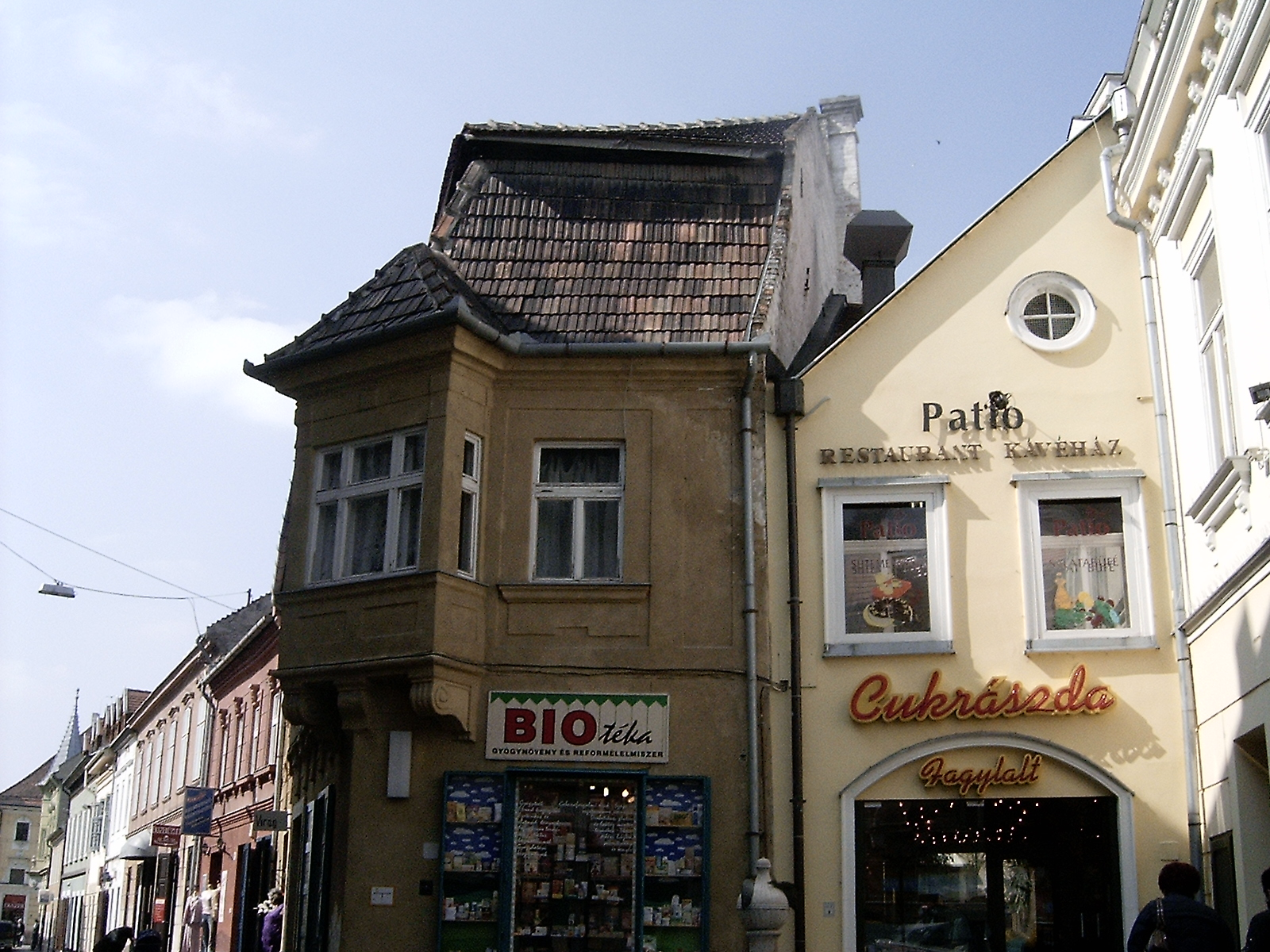
Műemlék lakóház a Kisfaludy utcában

- Kisfaludy utca 15.: 1790 körül épült copf lakóház
- Kisfaludy utca 16.: klasszicista lakóház, 1820 körül épült
- Kisfaludy utca 29.: késő barokk lakóház 1800-ból
- Kisfaludy utca 30.: 1860 körül épült romantikus lakóház
- Kisfaludy utca 34.: 1860 körül épült romantikus lakóház
- Kisfaludy utca 38.: 18. századi copf lakóház

### Jedlik Ányos utca

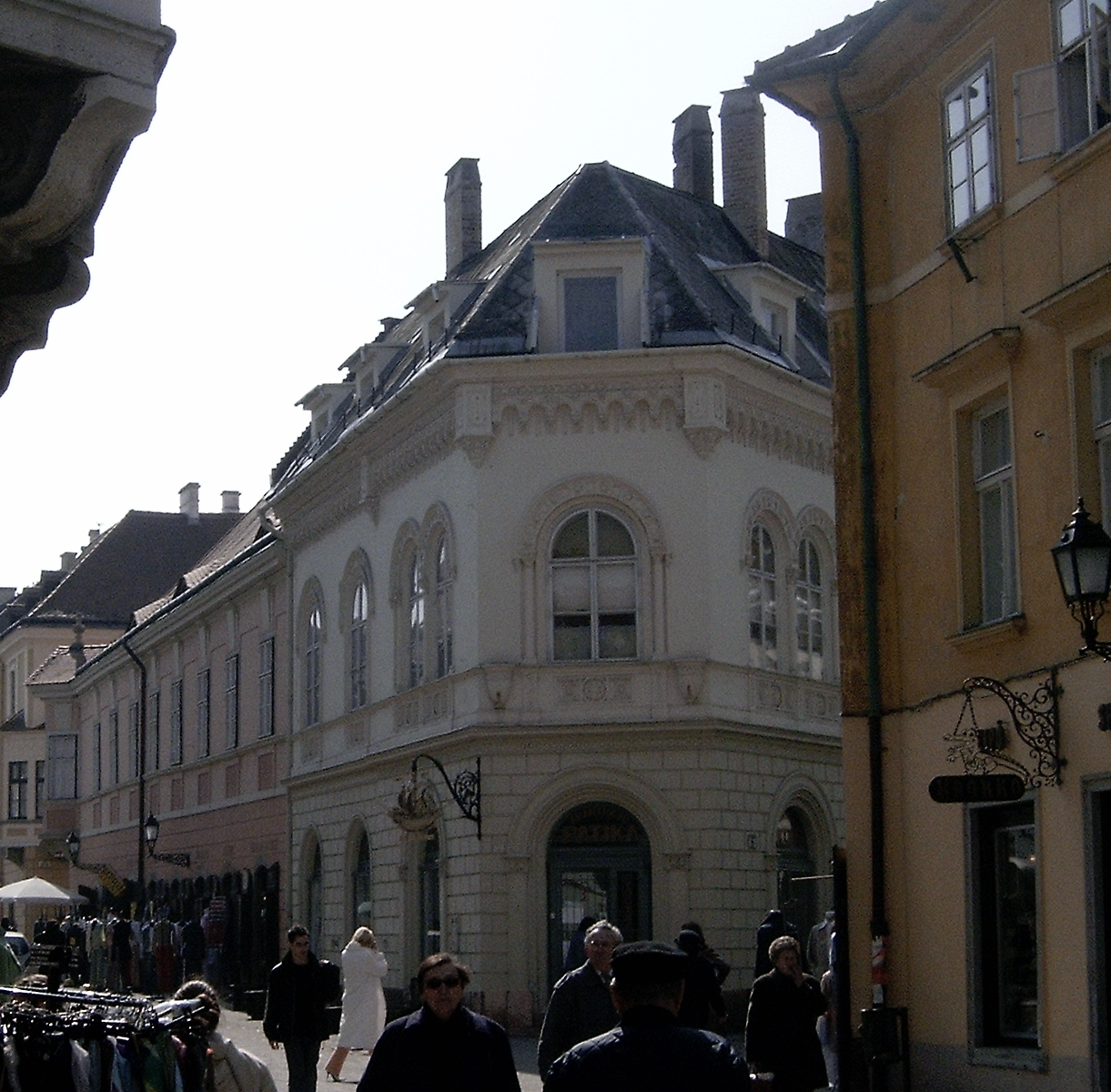
Jedlik Ányos utcai részlet

- Jedlik Ányos utca 3.: barokk lakóház, 18. századi eredetű, eklektikus homlokzata a 19. század második feléből származik
- Jedlik Ányos utca 9.: 17. század végén épült kora barokk lakóház, homlokzatán sgraffito díszítés látható
- Jedlik Ányos utca 10.: 18. századi barokk lakóház
- Jedlik Ányos utca 12.: 18. századi eredetű, a 19. században átalakított épület
- Jedlik Ányos utca 15.: barokk eredetű kora eklektikus lakóház a 19. század második feléből
- Jedlik Ányos utca 17.: 19. századi késő romantikus lakóház

### Bécsi kapu tér
- Bécsi kapu tér: Karmelita templom

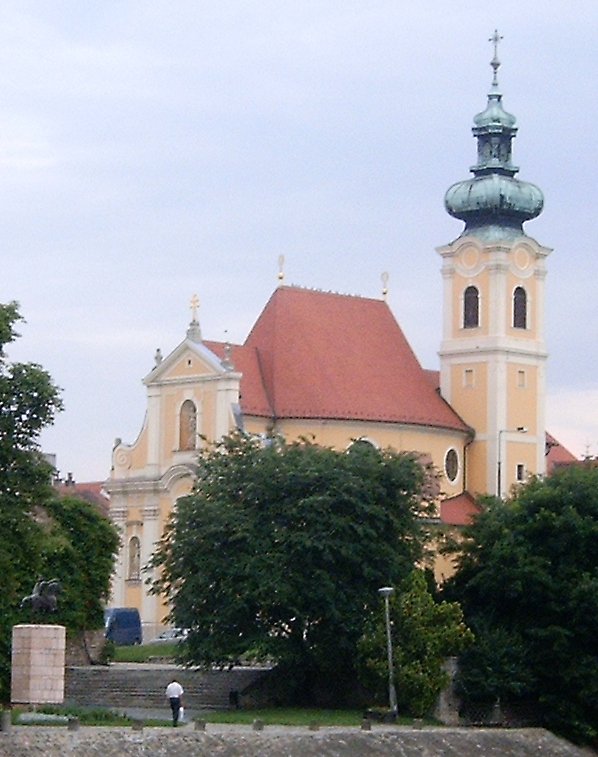
A karmelita templom

- Bécsi kapu tér: Hab Mária szobor, 1754-ben készült barokk stílusban
- Bécsi kapu tér 2.: Püspökvári Kazamaták, ma Vaskakas Étterem, késő gótikus és reneszánsz
- Bécsi kapu tér 3.: 1840 körül épült klasszicista lakóház
- Bécsi kapu tér 5.: Püspökvári Kazamaták, Római Kori Kőtár, az ún. Sforza-udvarban Újkori Kőtár
- Bécsi kapu tér 6.: copf lakóház, épült a 18. század végén
- Bécsi kapu tér 7.: 1820 körül épült klasszicista épület
- Bécsi kapu tér 8.: eklektikus lakóház a 19. századból
- Bécsi kapu tér 9.: késő barokk lakóház 1818-ból
- Bécsi kapu tér 11.: kora barokk lakóház, 1700 körül épült, homlokzata részben eklektikus stílusban átalakítva

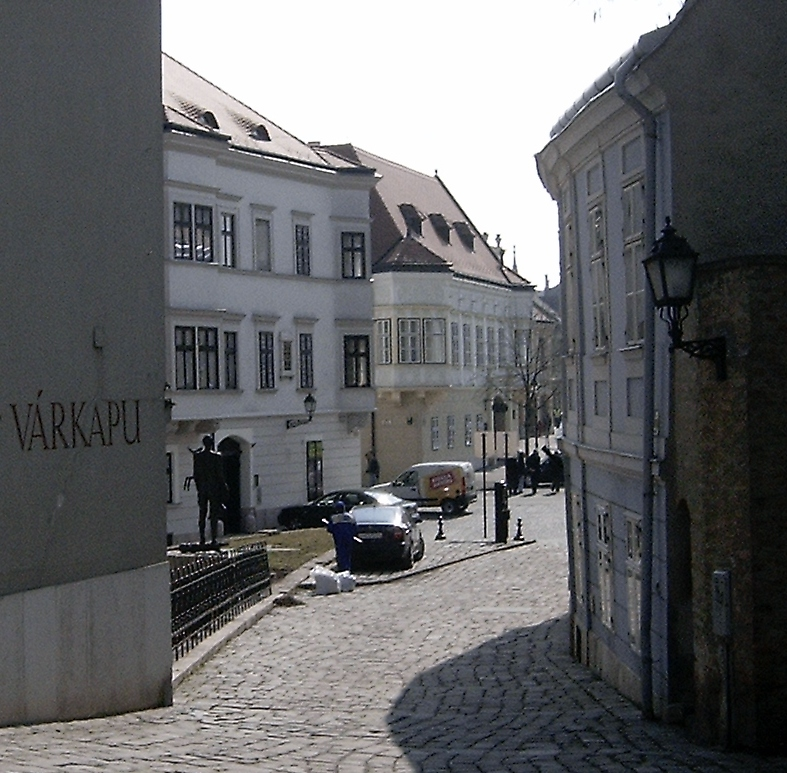
A Bécsi kapu tér a Káptalandombról

- Bécsi kapu tér 12.: Altabak-ház, középkori eredetű barokk
- Bécsi kapu tér 13.: Ott-ház, 18. századi copf palota

### Stelczer Lajos utca
- Stelczer Lajos utca 2.: klasszicista lakóház, épült a 19. század közepén
- Stelczer Lajos utca 3.: késő klasszicista lakóház, 1840 körül épült
- Stelczer Lajos utca 6.: késő klasszicista lakóház a 19. század közepéről
- Stelczer Lajos utca 8.: Torkos-palota, 1697-ben épült barokk stílusban
- Stelczer Lajos utca 10.: mai alakjában klasszicista lakóház, 1840 körül nyerte mai alakját
- Stelczer Lajos utca 12.: kora romantikus lakóház, a 19. század közepén épült

### Teleki László utca

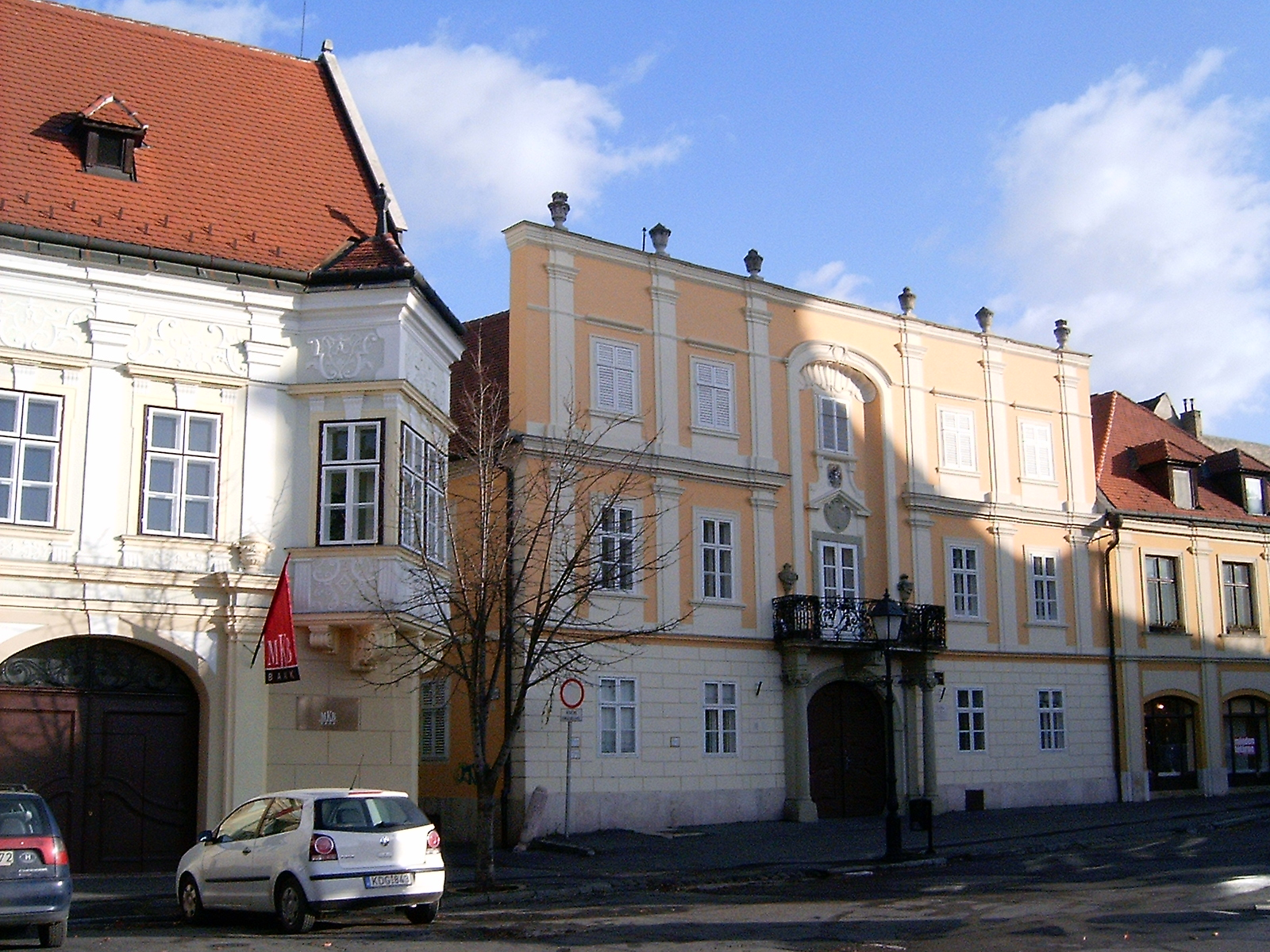
Az Ott-ház

- Teleki László utca 5.: 18. századi eredetű barokk lakóház, homlokzata átalakítva a 19. század második felében
- Teleki László utca 10-12.: barokk lakóház, 17. századi földszintes ház helyén a 18. század második felében épült
- Teleki László utca 13.: kora eklektikus lakóház, 1850 körül épült
- Teleki László utca 15.: 18. századi barokk lakóház

### Dr. Kovács Pál utca
- Dr. Kovács Pál utca 1.: 18. századi barokk lakóház

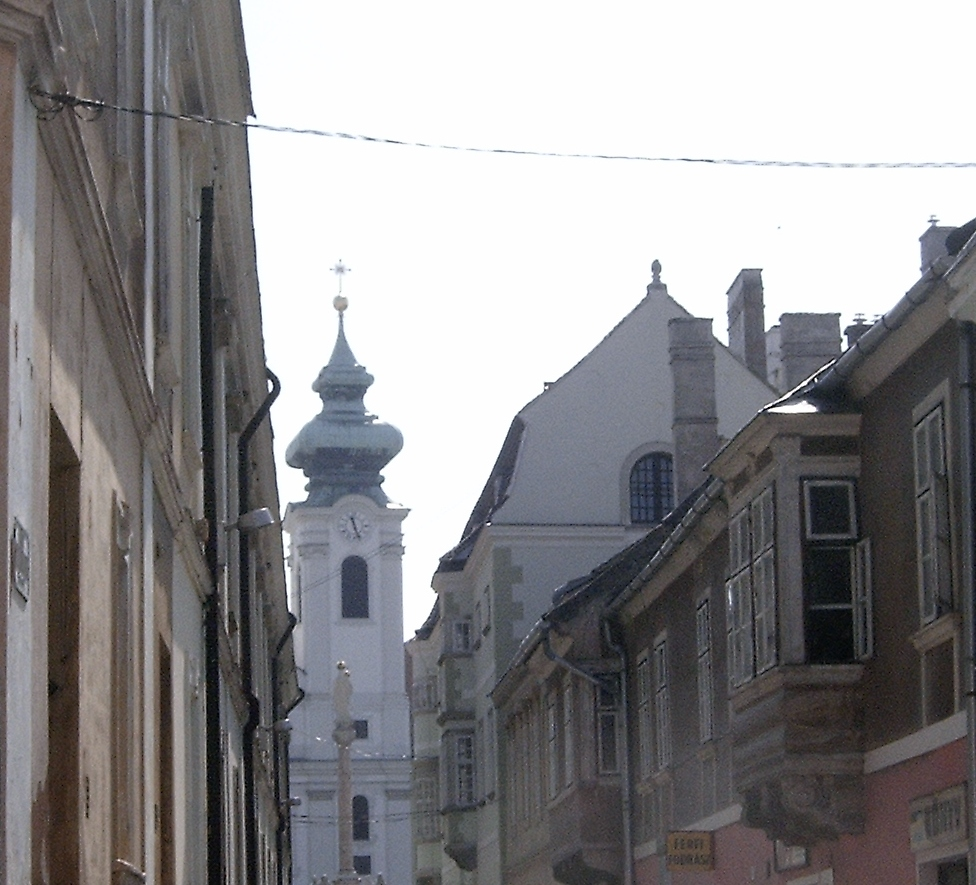
Stelczer Lajos utcai műemlék lakóházak

- Dr. Kovács Pál utca 3.: 18. századi eredetű barokk épület
- Dr. Kovács Pál utca 4-6.: 1860 körül épült romantikus lakóház
- Dr. Kovács Pál utca 5.: 18. századi eredetű klasszicista lakóház
- Dr. Kovács Pál utca 7.: középkori eredetű lakóház, 16-17. századi részletekkel, homlokzata 19. századi
- Dr. Kovács Pál utca 9.: 17. századi eredetű kora barokk lakóház romantikus homlokzattal
- Dr. Kovács Pál utca 11.: 18. századi barokk lakóház

### Virágpiac
- Virágpiac 1.: 1880 körül épült eklektikus lakóház

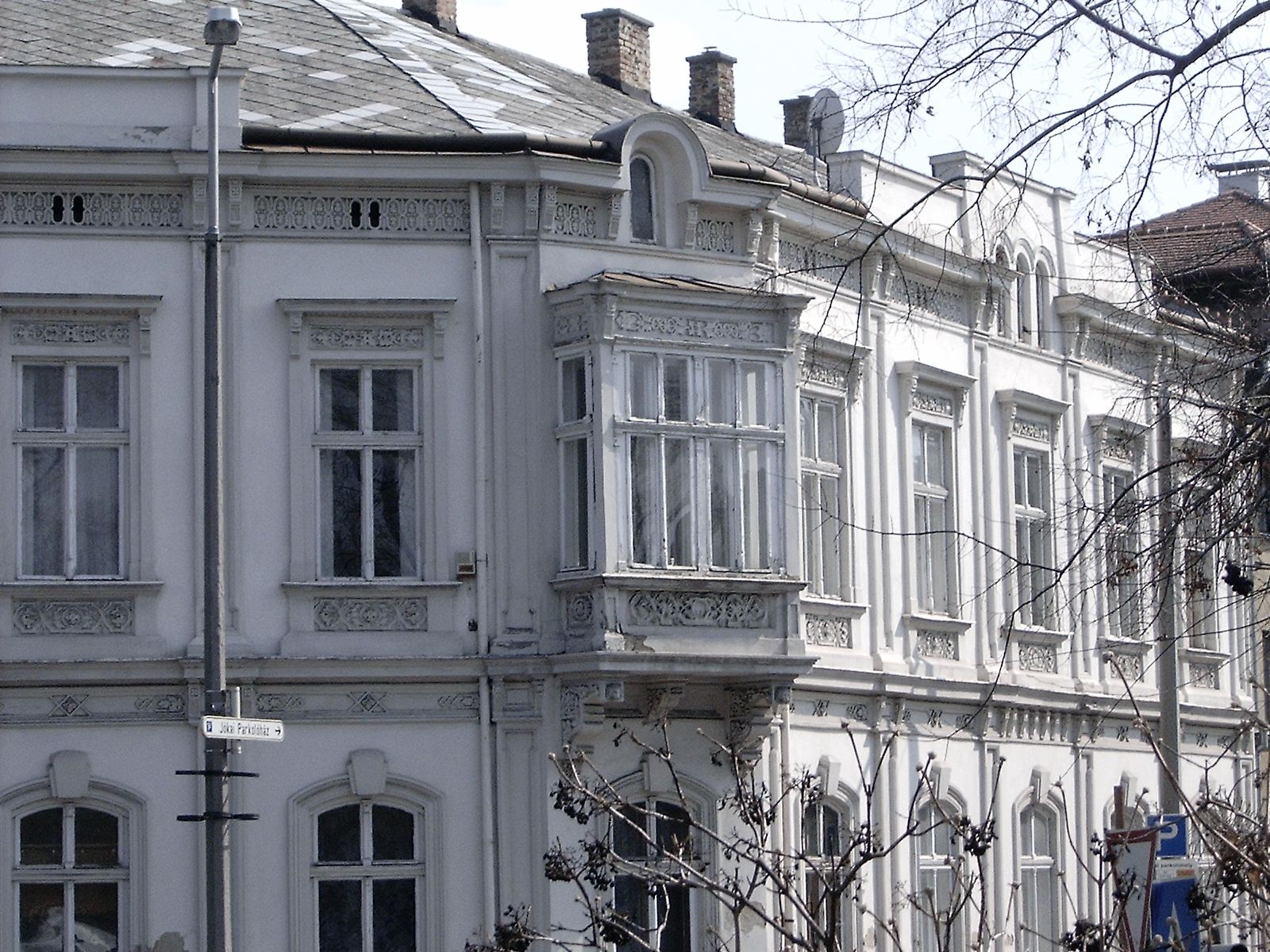
Zecmeister utcai műemlék lakóház

- Virágpiac 2.: 1860 körül épült romantikus lakóház
- Virágpiac 3.: 1860 körül épült romantikus lakóház

### Zechmeister utca
- Zechmeister utca 1.: egykori Karmelita rendház, ma Klastrom Hotel 18. századi barokk épülete
- Zechmeister utca 3.: 1870 körül épült eklektikus lakóház
- Zechmeister utca 5.: 1860 körül épült romantikus lakóház
- Zechmeister utca 7.: 1860 körül épült romantikus lakóház
- Zechmeister utca 9.: 1860 körül épült romantikus lakóház
- Zechmeister utca 11.: 1860 körül épült romantikus lakóház

### Szent István út és környéke

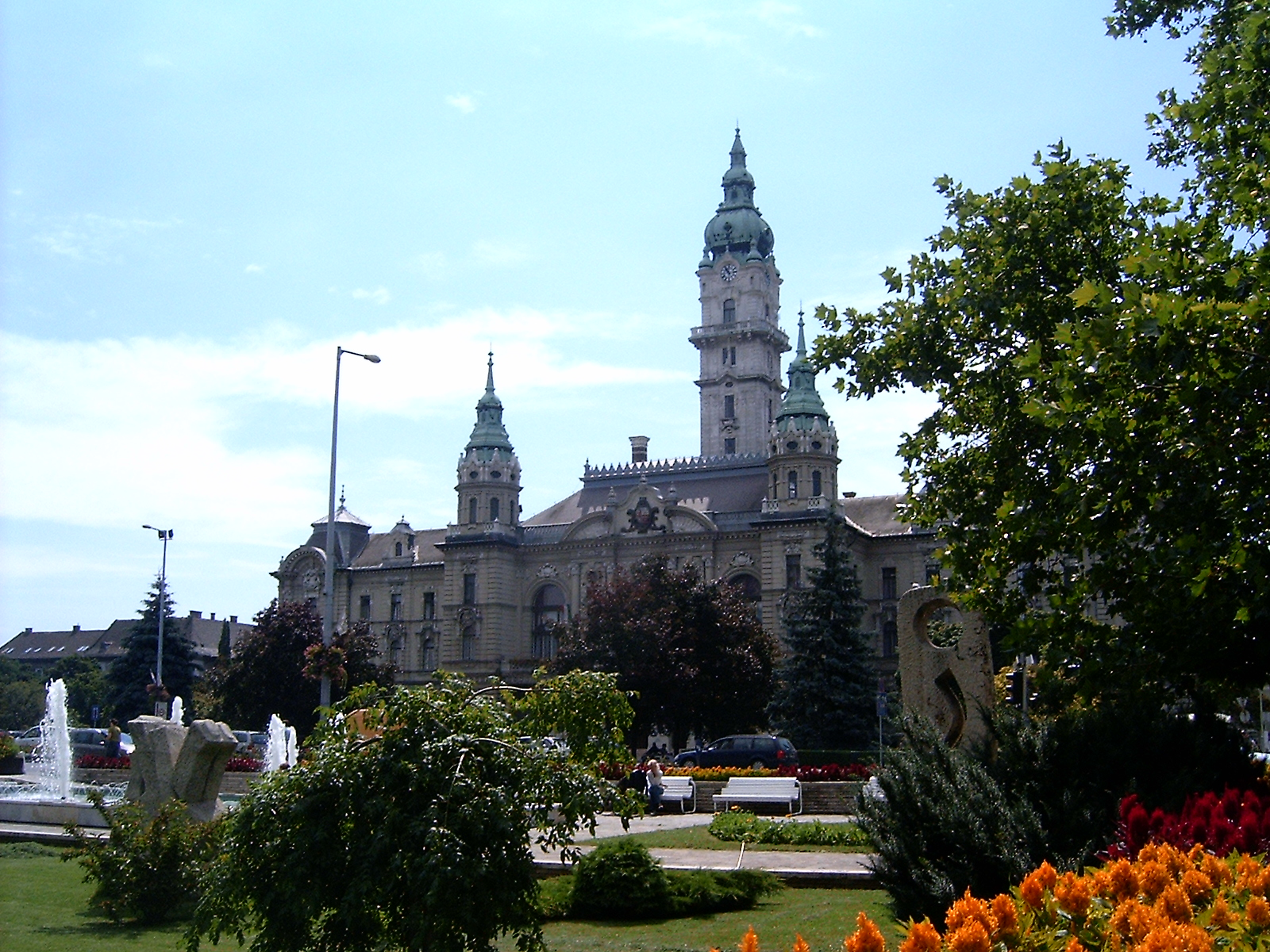
A Városháza

- Révai Miklós utca 5.: eklektikus épület, Hübner Jenő tervei alapján épült 1900-ban
- Szent István út 6-8.: eklektikus épület, 1890 körül eklektikus stílusban épült
- Szent István út 10.: eklektikus épület, 1890 körül eklektikus stílusban épült
- Városház tér 1.: Városháza, eklektikus épület, 1896–98 közt épült Hübner Jenő tervei alapján
- Városház tér 3.: 1890 körül épült eklektikus épület

### A belváros többi műemléke
- Aradi vértanúk útja 6.: 1870 körül épült romantikus lakóház
- Aradi vértanúk útja 19.: 1902-ben épült szecessziós lakóház
- Arany János utca 18.: kora eklektikus lakóház 1880-ból
- Arany János utca 20.: 1780 körül épült copf lakóház

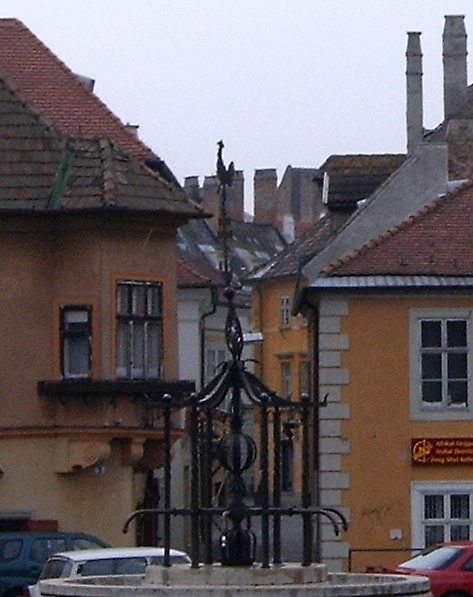
A Káposztás köz

- Arany János utca 21.: 1860 körül épült romantikus lakóház
- Bajcsy-Zsilinszky út 22.: 1860 körül épült romantikus lakóház
- Bajcsy-Zsilinszky út 34.: 1860 körül épült romantikus lakóház
- Baross út 3.: klasszicista lakóház, 1820 körül épült
- Baross út 31.: késő romantikus lakóház
- Baross út 32.: késő romantikus lakóház
- Bástya utca 22.: késő romantikus épület, 1870 körül épült
- Bástya utca 30.: 18. századi barokk lakóház
- Bástya utca 38-40.: klasszicista lakóház, a 19. század első feléből
- Czuczor Gergely utca 3.: romantikus lakóház, 1870 körül épült
- Czuczor Gergely utca 4.: 1850 körül épült eklektikus lakóház
- Dunakapu tér 7.: 17. századi barokk lakóház

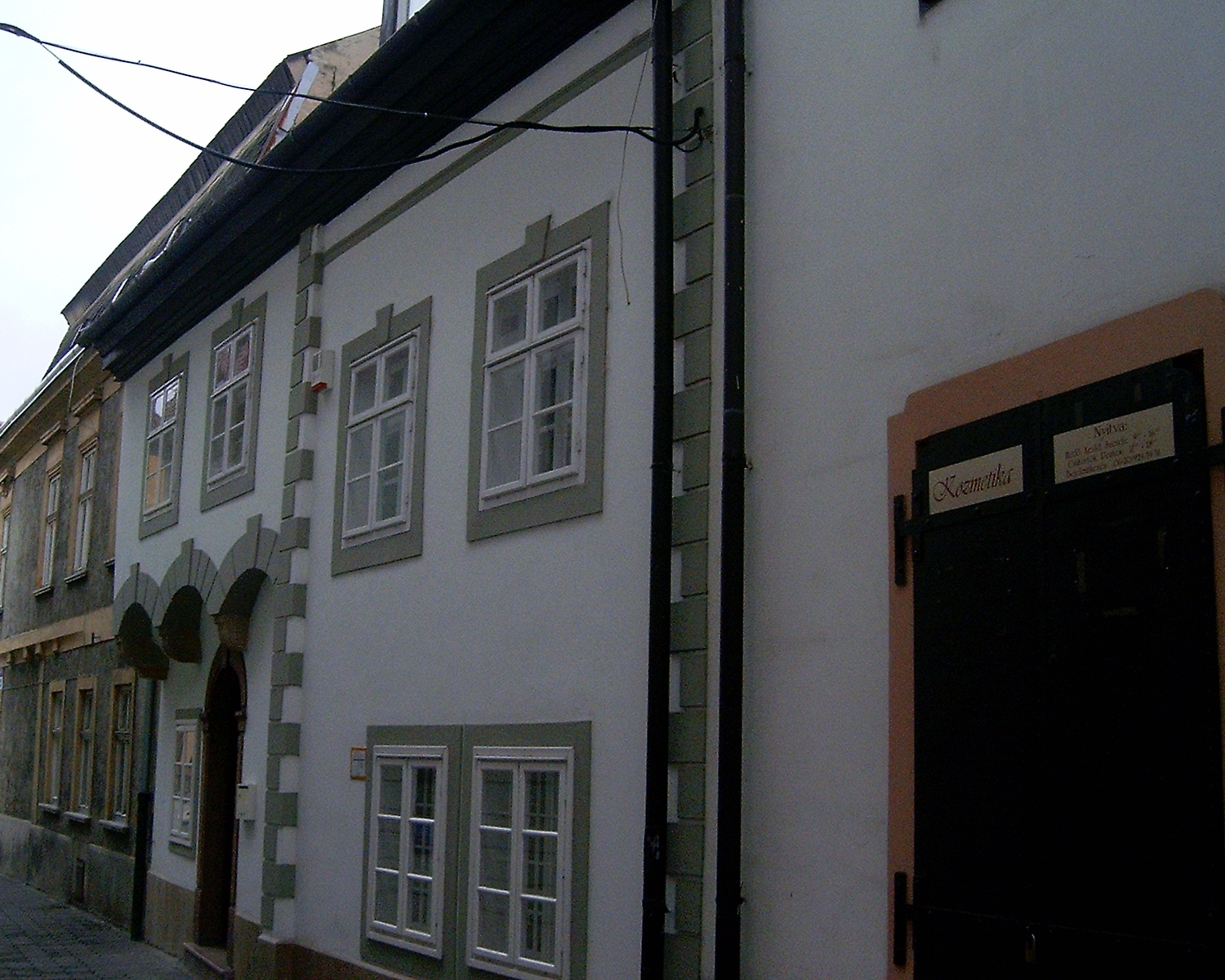
Középkori eredetű barokk lakóház (Gyógyszertár utca 4.)

- Gyógyszertár utca 4.: középkori eredetű, mai formáját 16-17. században barokk stílusban nyerte el
- Jókai utca 2.: kora eklektikus lakóház a 19. század második feléből
- Jókai utca 4.: kora eklektikus lakóház a 19. század második feléből
- Káposztás köz 1.: 18. századi barokk lakóház sarokerkéllyel
- Káposztás köz 3.: 18. századi barokk lakóház
- Káposztás köz 4.: 18. századi barokk lakóház
- Kenyér köz 6.: 1760 körül épült copf lakóház
- Kis János utca 9.: Frumann-ház, lakóház és kályhamúzeum
- Nefelejcs köz 4.: barokk eredetű, mai formájában eklektikus lakóház
- Radó-sziget: eklektikus csónakház a 19. század második feléből
- Sarló köz 5.: 17. századi eredetű barokk lakóház, mai alakját 1756-ban kapta
- Schweidel utca 3.: 18. századi barokk lakóház
- Schweidel utca 5.: 17. századi barokk lakóház
- Schweidel utca 17.: 1840 körül épült klasszicista lakóház

## Újvárosműemlékei

### Kossuth utca

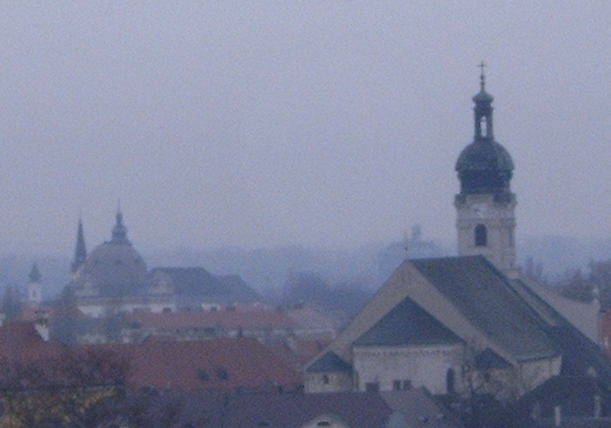
Újváros templomai a Bazilikával

- Kossuth utca 3-5.: Zsinagóga, romantikus stílusban épült 1868–70 közt, ma itt található a Vasilescu Gyűjtemény
- Kossuth utca 9.: romantikus lakóház, 1860 körül épült
- Kossuth utca 11.: Újvárosi plébániaház, késő barokk épület sarokerkéllyel, a 19. századból
- Kossuth utca 13.: Egykori Szentháromság Városi Kórház, 1765-ben épült barokk stílusban
- Kossuth utca 15.: copf lakóház, 1790 körül épült
- Kossuth utca 16.: 1880 körül épült kora eklektikus lakóház
- Kossuth utca 17.: 18. századi barokk lakóház
- Kossuth utca 18.: kora eklektikus lakóház, 1870 körül épült
- Kossuth utca 19.: klasszicista lakóház, 1840 körül épült

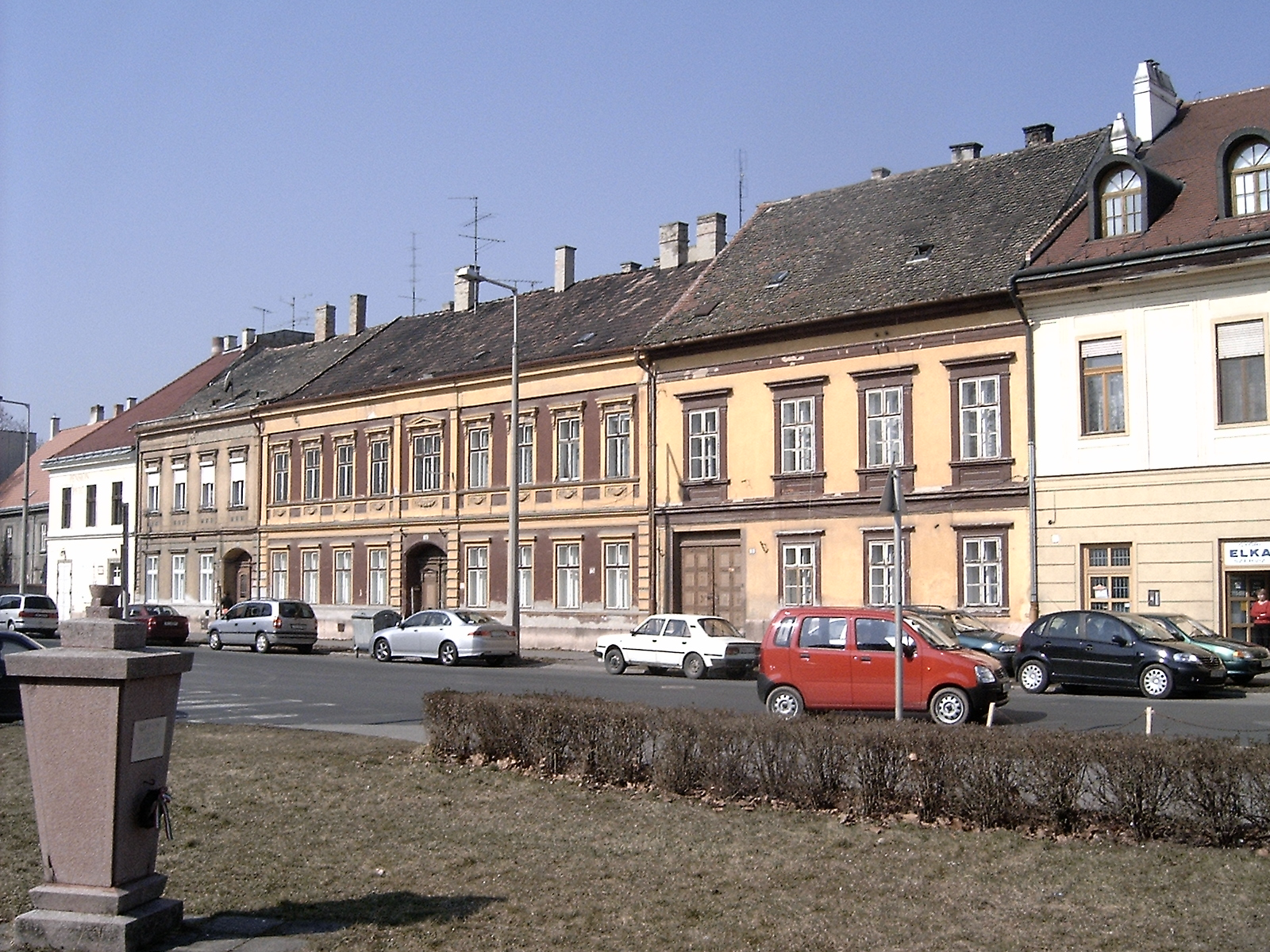
Kossuth utcai részlet

- Kossuth utca 20.: eklektikus lakóház a 19. század második feléből
- Kossuth utca 21.: késő barokk lakóház, 1801-ben épült, homlokzatán fülkében Nepomuki Szent János barokk szobra látható
- Kossuth utca 31.: klasszicista lakóház, 1820 körül épült
- Kossuth utca 42.: Újvárosi Római Katolikus Plébániatemplom, 1836–41 közt Frumann Antal tervei alapján klasszicista stílusban épült
- Kossuth utca 44.: késő klasszicista lakóház a 19. század közepéről
- Kossuth utca 48.: 18. századi eredetű barokk lakóház
- Kossuth utca 56.: 1860 körül emelt romantikus épület
- Kossuth utca 60.: 19. század második felében épült eklektikus lakóház

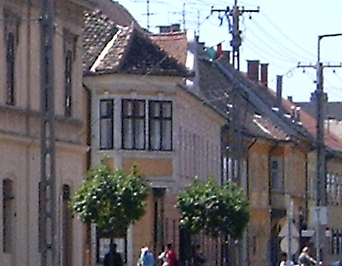
Kossuth utcai házak

- Kossuth utca 62.: klasszicista lakóház a 19. század első feléből
- Kossuth utca 85.: 19. századi klasszicista lakóház
- Kossuth utca 94.: 18. századi barokk lakóház

### Újváros többi műemléke
- Bálint Mihály utca 18.: copf lakóház, 1790 körül épült
- Bálint Mihály utca 54.: Görögkatolikus templom (régi szerb ortodox vagy rác templom) 1727-ben épült barokk stílusban, 18. századi berendezés: ikonosztáz, stallumok, padoka. A templom a görögkatolikus egyház tulajdonába került 1997-ben
- Csipkegyári út: Selyemfonoda
- Petőfi tér 1-3.: Evangélikus Öregtemplom, copf stílusban épült 1783–85 közt, barokk berendezése a 18. század második feléből származik
- Petőfi tér 1-3.: Evangélikus Konvent, copf stílusban 1783–85 közt épült, 1842-ben klasszicista stílusban átépítették
- Rát Mátyás tér: Római katolikus kápolna, 1860 körül romantikus stílusban emelték
- Rát Mátyás tér 5.: eklektikus stílusú egykori vámház, Hübner Jenő tervei alapján 1900-ban épült
- Somos utca 15.: népi lakóház

## Szigetműemlékei

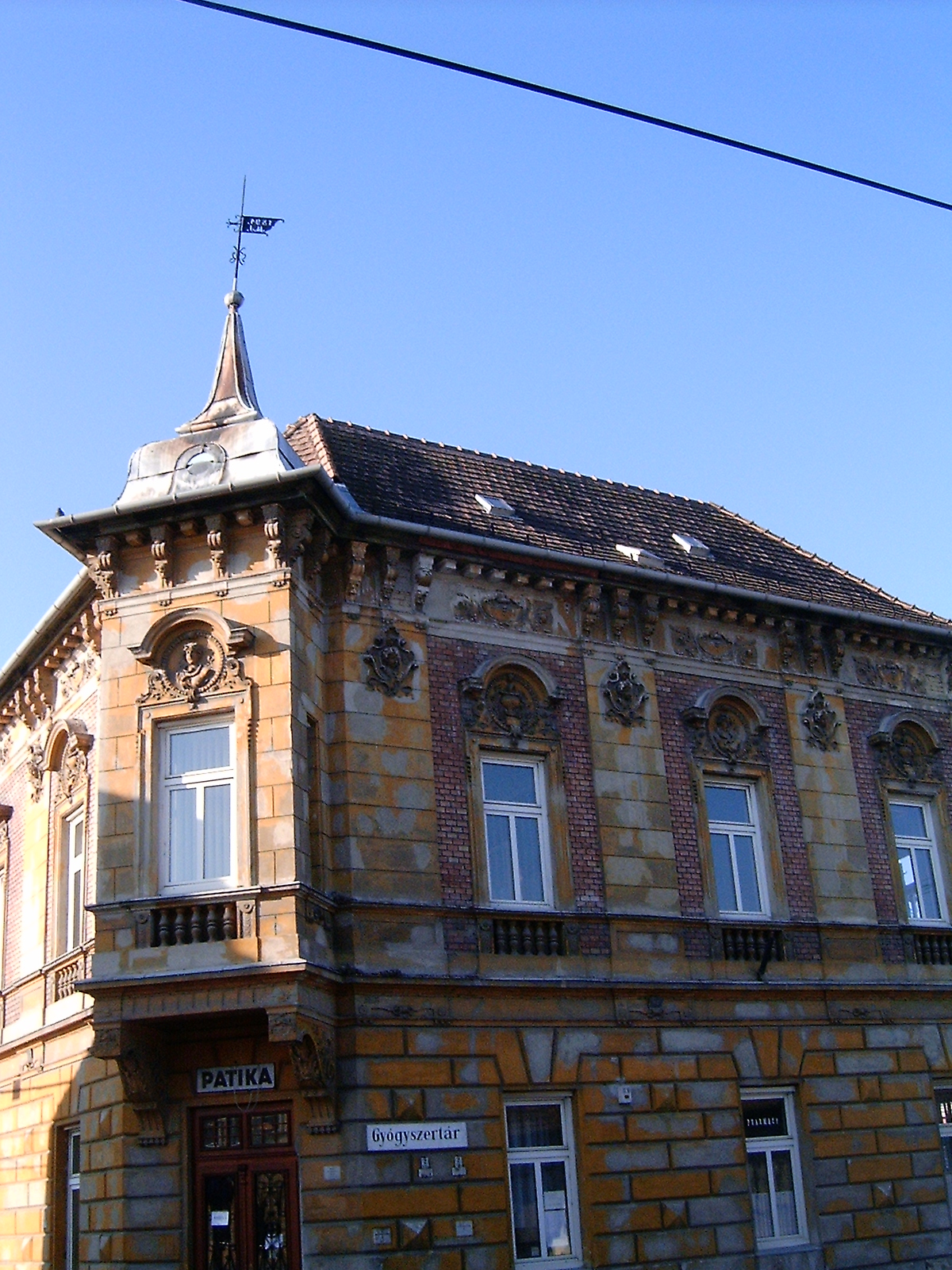
A Patikaház a Híd utcában

- Híd utca 1.: 18. századi eredetű eklektikus lakóház
- Híd utca 3.: 1860 körül épült romantikus lakóház
- Híd utca 4.: eklektikus lakóház, a 19. század végén emelték
- Híd utca 5.: 18. századi eredetű kora eklektikus lakóház
- Híd utca 8.: 19. századi eklektikus épület
- Híd utca 10.: 1820 körül épült klasszicista lakóház
- Híd utca 15.: Patikaház, eklektikus
- Simor János püspök tere: Szigeti Római Katolikus Plébániatemplom, 18. századi barokk épület
- Simor János püspök tere: Szentháromság-szobor, késő barokk 1800-ban emelték
- Simor János püspök tere: Wurda-ház, 1790-ben copf stílusban épült
- Simor János püspök tere: volt Apácazárda, 1862-ben emelték romantikus stílusban

## Nádorvárosműemlékei

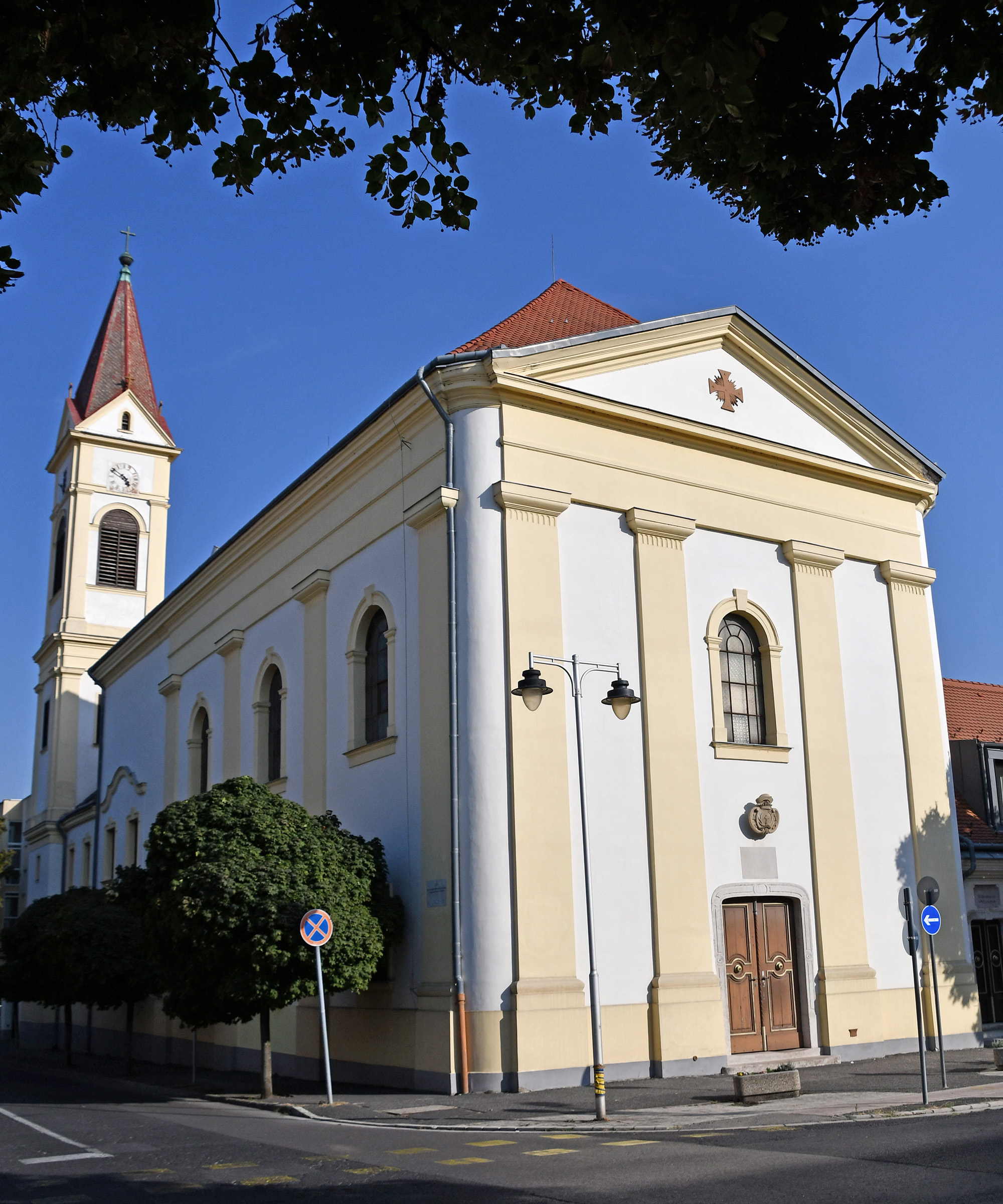
A kamilliánus templom

- Baross út 42.: Frigyes laktanya épületegyüttese, 1897-ben épült
- Eszperantó utca 4.: volt Vaddisznó vendéglő, 18. század végén késő barokk stílusban épült
- Eszperantó utca 19.: Schlichter-villa, az eklektikus épület a 19. század végén épült, belsejében gazdag vakolatdíszítés és Bánffay Pauly Erik mennyezetképe 1898-ból
- Kálvária utca: Kamillánus templom, copf stílusban épült 1770–74 közt, tornyát 1835–39 közt emelték
- Kálvária utca 15.: egykori Kamillánus Kórház, barokk stílusban épült 1770–74 közt
- Kálvária domb: Kálvária, Keresztről levétel-kápolna és az ún. Dizmás-kápolna barokk stílusban 1714–1725 közt Witwer Márton tervei alapján épültek
- Kálvária utca: Stációk, barokk szobrok a 18. századból
- Zrínyi utca 13.: Petz Aladár Megyei Oktató Kórház könyvtár-klubszobája

## Révfaluműemlékei
- Damjanich utca 2.: Tulipános Iskola, 1910 körül épült szecessziós stílusban, Lechner Ödön tervei szerint
- Kálóczy tér: Révfalusi Római Katolikus templom, 1780 körül épült barokk stílusban, berendezése késő barokk

## Műemlékek a többi városrészben

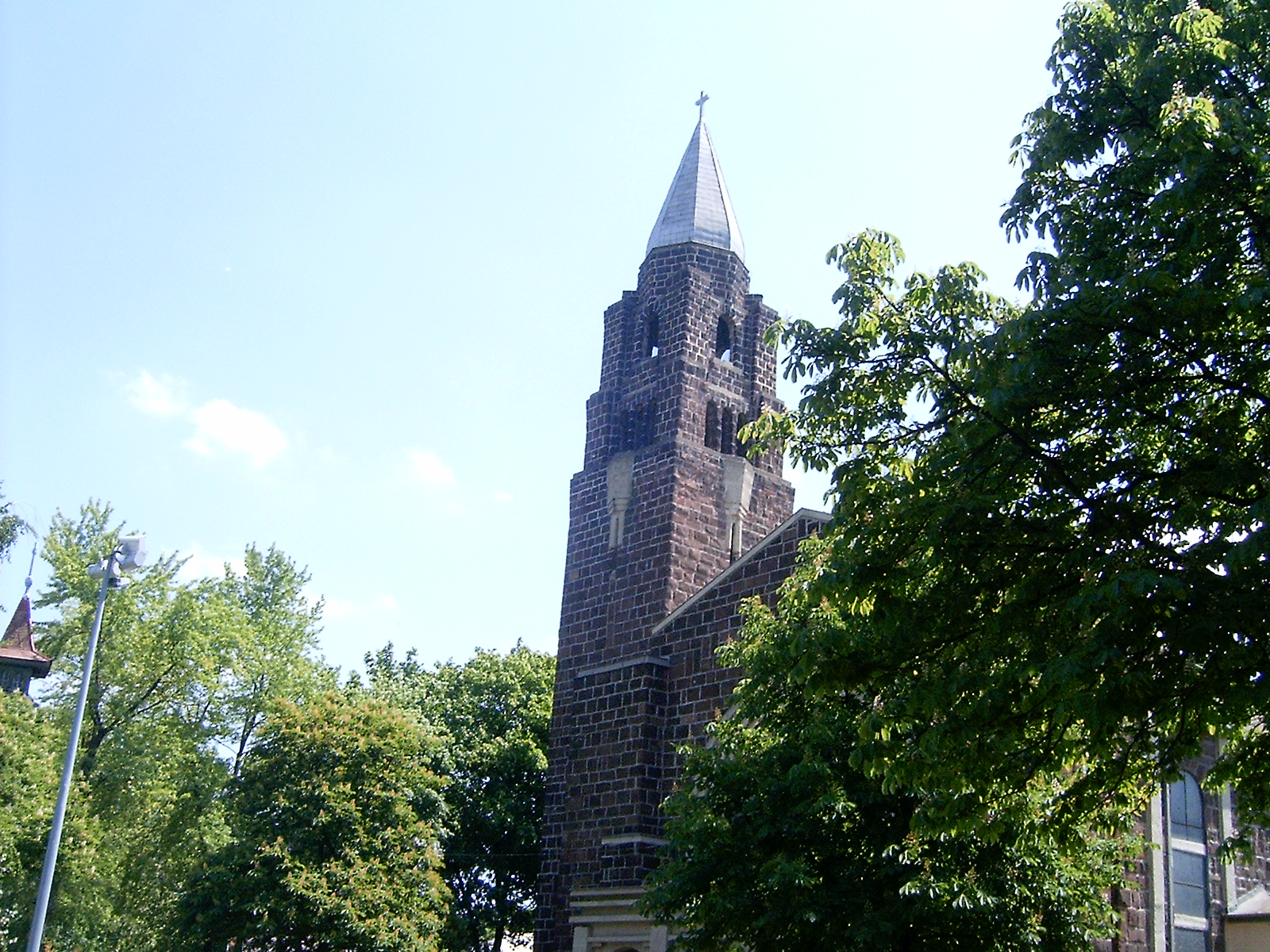
A Mátyás téri templom

- Bácsa: 18. századi barokk Pieta-szobor
- Gyirmót, Szent László út: római katolikus templom ,1769-ben barokk stílusban épült
- Gyárváros, Mátyás tér 1.: Gyárvárosi Római Katolikus Plébániatemplom: 1929-ben Árkai Aladár tervei alapján épült, Magyarország első modern stílusú temploma
- Gyárváros, Mártírok útja 13-15.: Lukács Sándor Szakképző Iskola, a monumentális középület Rimanóczy Gyula Ybl díjas építész tervei alapján 1951-ben épült, jellegzetes kordokumentum
- Győrszentiván: római katolikus templom, 18. század végén klasszicizáló késő barokk stílusban épült
- Kismegyer: Római katolikus kápolna, 1800 körül késő barokk stílusban épült
- Kismegyer: Magtár, szomszédságában zajlott 1809-ben a Napóleon elleni csata
- Kismegyer: Napóleon-emlékmű
- Ménfőcsanak: Bezerédj-kastély: 1790 körül copf stílusban épült, klasszicista portikusszal
- Ménfőcsanak: kastélykápolna, 17-18. századi barokk épület
- Ménfőcsanak: csanaki római katolikus templom 1773-ban emelt barokk épület
- Ménfőcsanak, Tenkes utca 49.: Ecker-villa, 1795–1802 közt klasszicista stílusban épült
- Ménfőcsanak köztéri műemlékei

## Műemléki jelentőségű területek
Óváros
A Pietro Ferabosco által épített 16. századi hétbástyás várfallal egykor övezett terület a Rába és a Duna összefolyásánál. Határai: északról a Duna, keletről az Újkapu és Újvilág utcák vonala, délről a Pálffy-Schweidel-Arany János utcák és a Virágpiac vonala, nyugatról a Rába.
Újváros
A Rába és a Rábca egykori medre, a mai Bercsényi liget által határolt városrész.
Gyárváros
Gyárváros központi magja, a Fiala Géza tervei alapján 1915–17 közt szecessziós stílusban épült lakónegyed.